# 張惠妹
古歷來·阿密特（卑南語：Kulilay Amit，1972年8月9日—），漢名張惠妹，暱稱阿妹，臺灣女歌手、音樂製作人、品牌總監及慈善家，出身自臺東縣卑南鄉大巴六九部落（卑南族）。1996年底以首張專輯《姊妹》正式出道，在華語流行樂壇享有極崇高的影響力與地位，被視為「華語流行樂壇天后」之一 ，有「妹神」之尊稱。
張惠妹至今已發行19張個人專輯。曾以專輯《真實》（2001年）、《阿密特》（2009年）及《偏執面》（2014年）三度獲得金曲歌后。她至今售出約5500萬餘張唱片銷量，舉辦400餘場個人演唱會/世界巡迴售票演唱會，歷次演唱會累積逾700萬觀看人數，為華語女歌手唱片銷量及演唱會場次紀錄、觀看人數紀錄保持人。她也是亞洲各大歌唱選秀節目中作品被翻唱最多次的歌手之一。
她曾於1998年獲頒《告示牌》雜誌亞洲最受歡迎歌手獎獎項，並代表台灣前往日本參與於NHK年度音樂節目《Asia Live Dream》。同年她亦奪得《叱咤樂壇流行榜頒獎典禮》「叱咤樂壇女歌手金獎」和《勁歌金曲頒獎典禮》「亞太區最受歡迎女歌星」，是目前唯一一位獲得此兩項大獎的台灣歌手。1999年，她成為NHK《亞洲名人錄》特別節目主角人物之一，並接受專訪。2000年，她獲頒中華民國十大傑出青年獎項。2004年，她獲頒第二屆世界和平音樂獎獎項，也是該屆大中華區唯一獲該獎項者。她是金曲獎最佳國(華)語女歌手獎入圍次數最多的歌手，共計入圍14次，其中得獎3次；在典禮表演8次也是金曲獎演出最多次紀錄的締造者。
阿妹在國際媒體上曾接受BIO人物傳記頻道、探索頻道、有線電視新聞網（CNN）、路透社報導或專訪等，更於2002年登上美國《時代》雜誌亞洲版封面人物，且入選亞洲20大風雲人物，於1999年及2002年二度成為《亞洲周刊》封面人物，於2000年初在《新聞週刊》亞洲版成為其封面人物，於2004年在《新音樂快遞》雜誌（NME）成為其封面人物。2021年6月，她參與於網際網路音樂串流播放平臺Spotify之EQUAL計畫，其錄像出現於紐約時報廣場巨型螢幕上，並於2022年11月再度登上美國時報廣場巨型螢幕。2021年12月，成為音樂雜誌《Rolling Stone大水花》創刊以來，首次為歌手個人出版特刊與雙封面。
此外，她也曾嘗試演出於音樂劇等戲劇種類。她長期關注於臺灣原住民兒童教育及發展相關議題，也致力於支持性少數者權益運動、女性權利/女權運動、生命關懷等議題上不遺餘力。2017年，她被《富比士雜誌》亞洲版列入其「慈善英雄榜」，其影響力甚至高於諸多政商知名人物。她連續4年獲選英國時尚雜誌《TATLER尚流》亞洲版「亞洲最具影響力人物」之一。

## 生平

### 出道之前
張惠妹出身自臺東縣卑南鄉的大巴六九部落（Tamalakaw，屬於卑南族），家中共有九个小孩，阿妹排行第七。在其童年时代，阿妹家中的经济情况贫困，扶养九名小孩并不容易。为了维持家计，父亲原本想把阿妹及其妹张惠春送给亲戚收养，是阿妹的母亲带着她们藏到深山上，才躲过被收养甚至进入康乐队的命运（早年台湾社会因贫穷，常将家中小孩交付康乐队以换取金钱回报）。虽然避免了与家人分开的命运，阿妹的成长过程中仍然相当艰困，物资及教育资源短缺。阿妹虽无法接受正规的音乐和舞台表演训练，但从小即表现出对于舞台歌唱表演的热爱，时常召集村落的小孩，说服大家以手电筒为她制造「舞台灯光效果」。另外，村落及學校中的大小表演活動也常見到阿妹的身影。阿妹除了音樂上的天賦，在體育運動方面也相當出色，小學時在施順雄教練細心指導下，黑帶二段的她曾代表學校參加跆拳道比賽。
1992年，張惠妹首度離開故鄉台東，到台北姐姐的日本料理店打工與擺路邊攤賣衣服，之後因父親的期望而參加台視綜藝節目《五燈獎》的「五燈之星歌唱擂台」國語組，讓她在部落裡面受到矚目。她曾以〈江水向東流〉這首歌拿下5個燈的最高分紀錄，卻在衛冕到4度5關時，因感冒疲累失神而唱錯〈海上花〉歌詞，同日唱葉璦菱的〈我想〉又因搶拍慘遭淘汰。灰心的張惠妹本來已經決定放棄，後來因積勞成疾的父親一句：「妳唱得比他們好，為什麼妳不去參加比賽拿個冠軍回來呢？」於是在1993年11月捲土重來報名參加。經過半年的比賽，終於以5度5關之姿成為第73位「五燈之星」。遺憾的是父親早在她奪得5度5關前就離開人世，無法分享獲獎的喜悅；後來她於2009年首次以卑南族本名阿密特發行專輯時，便以〈掉了〉一曲來表達對父親的想念。
在五燈獎節目中過關斬將後，張惠妹曾應日本亞細亞航空之邀，赴日本參加東京的「世界音樂巡禮」表演。1995年，阿妹受表哥邀請加入其樂團「Relax」成為主唱，並開始在台北的許多酒吧（如犛原、Hard Rock、福華大飯店等多家Pub）駐唱，累積了多元的歌唱風格及技巧。在一晚豐華唱片的彭國華、張小燕和陳志遠等人蒞臨現場聽過阿妹的演唱之後，決定與她簽約，並由張雨生開發她的歌唱潛力。在正式發片前，張惠妹先在飛碟電台唱台歌，以只聞其聲不見其人的方式，逐漸受到聽眾注意。

### 1996年－2000年：豐華唱片
張惠妹在1996年3月與豐華唱片公司簽約，並於同年7月先在張雨生的《兩伊戰爭－紅色熱情》專輯中男女對唱〈最愛的人傷我最深〉一曲。同年12月13日，張惠妹在張雨生的協助下發行首張專輯《姊妹》。原本唱片公司擔心阿妹的原住民身份會對演藝事業有負面影響（因當時台灣仍存在原住民歧視風氣），但阿妹還是對著媒體強調自己是原住民身份，她也是首位多次強調原住民身份的藝人。此專輯在台灣IFPI榜上蟬連9週銷售第1名，打破台灣IFPI開榜以來的紀錄，在台灣銷售量高達121萬張，全亞洲銷量超過400萬張，這一銷售成績使原先不抱市場反應期待的豐華唱片大為驚喜，甚至忘記報名第8屆金曲獎。此外，張雨生在〈姊妹〉一曲中，邀請張惠妹的母親及姊妹等家人參與合聲演唱，加入卑南族音樂之成分，使歌曲更為豐富，此舉也是原住民的部落音樂融入國語流行歌曲的先鋒。《姊妹》的大賣也讓此專輯成為台灣最暢銷的10張專輯之一。並獲得中華音樂人交流協會1997年度十大專輯，而後更由其企劃製作的台灣流行音樂200最佳專輯評選中獲得第10名。
1996年底首張專輯《姊妹》大賣之現象，分析報導榮登美國Billboard雜誌。半年後，張惠妹發行了第二張專輯《Bad Boy》，張雨生仍為此專輯貢獻許多詞曲創作並擔任製作人。專輯蟬聯IFPI銷售冠軍9週，在台賣出138萬張，成為臺灣史上銷量最高的專輯，亞洲銷量更突破600萬張。獲得國內外各大流行音樂榜冠軍及亞洲多項樂壇大獎，引起國際樂壇的高度重視，奠定了她亞洲天后的地位，並由中華音樂人交流協會企劃製作的台灣流行音樂200最佳專輯名單中評選為第26名。頭2張專輯的空前成功，催生了「妹力四射」首次巡迴演唱會。張惠妹並在演唱會前推出《妹力四射》演唱會先聽版專輯，重新演繹了多首經典歌曲，此專輯在台灣累計銷售達80萬張，全亞洲突破400萬張。
1998年1月10、24日，張惠妹分別在台北市立體育場、高雄市立中山體育場舉辦生平首場個人大型售票巡迴演唱會——「妹力四射1998張惠妹第1次演唱會」，刷新台灣歌手出道以來最快舉行大型演唱會的紀錄(從首張專輯發行日到演唱舉辦日僅相隔1年又28天)，也創下當時台灣近十年來售票最快的演唱會紀錄，並成為當時華語樂壇同時在北、高兩地舉辦萬人演唱會的第一人，2場皆爆滿。3月21、22日在香港紅館舉辦2場售票演唱會，征服香港歌迷，當地媒體更是以「過江龍」大篇幅報導此妹力旋風；兩場演唱會皆在開賣後8小時內銷售一空，破當時香港最快售票紀錄。而在新加坡室內體育館的2場也創下多項紀錄，包括售票最快紀錄：首場於10小時內即售完，則第2場於8小時內售完；唯一在新加坡室內體育館內演唱會連續2場爆滿的女歌手，並且是在星期一、三非假日舉行。亦是最多新加坡藝人參加之演唱會，演唱會全場起立大聲合唱，改變了新加坡演唱會以往守禮含蓄的規序。此次巡演全程參與人數約10萬人。5月，張惠妹首度在美國拉斯維加斯美高梅大花園體育館舉辦《慈母心》演唱會，亦是首位在此場地舉辦售票演唱會的台灣歌手，吸引爆滿歌迷。10月，發行第四張專輯《牽手》，專輯中張惠妹演唱了恩師張雨生的遺作〈Are You Ready〉和〈後知後覺〉，也首次和剛於樂壇崛起的陶喆合作〈不要騙我〉和〈High High High〉兩首歌曲，嘗試了不同的音樂類型。該專輯為台灣IFPI年度認證銷售量華語冠軍專輯，一個月認證紀錄為79萬多，其後銷量累積達到110萬張，全亞洲賣破500萬張。同年，獲民生報十大影劇風雲人物票選冠軍、錢櫃票選新四大天后票選冠軍、中國時報娛樂十大超人氣歌手冠軍、十大人物虛擬英雄第6名(歌聲響徹亞洲 兩岸都聽她的)，登上法國費加洛夫人雜誌「亞洲傑出女性」，並獲選1998年美國告示牌亞洲最受歡迎歌手獎，以及代表台灣前往日本參與NHK年度音樂盛典「Asia Live Dream」。12月31日，在台北南港101舉辦「穿越一九九九阿妹妹妹演、唱、鬧 party」跨年演唱會。
1999年初，張惠妹不僅紅遍全亞洲，連美國知名的飲料公司雪碧都找上她當1999年的全亞洲區廣告代言人。廣告拉到上海取景，阿妹的人氣之旺盛甚至造成拍攝現場交通堵塞，而她也是第一位代言該品牌的華人歌手。張惠妹僅出道2年半就贏得30多個獎項，唱片總銷量就超過1千萬。這兩年她連連獲獎，光是上一年就榮獲告示牌排行榜亞洲最受歡迎女歌手，而MTV台也將她的唱片選為最佳國語專輯。
張惠妹在香港商業電台舉辦的1998年度叱吒樂壇流行榜頒獎典禮中奪得「叱吒樂壇女歌手金獎」和香港無線電視（TVB）舉辦的1998年度十大勁歌金曲頒獎典禮中奪得「亞太區最受歡迎香港女歌星」，成為了至今唯一一位能奪得這2項大獎的非香港籍也非香港出道的歌手。4月，發行《感覺》EP，在台賣出18萬張，創下台灣最暢銷迷你專輯的紀錄。6月，推出第五張專輯《我可以抱你嗎？愛人》，挾帶即將到來的「妹力99」演唱會氣勢，此專輯在台灣發行1周銷售量即衝破50萬張，並在IFPI榜上蟬連11週銷售冠軍，打破《Bad Boy》的9週冠軍紀錄，隨後台灣銷售累積達到118萬張，最後全亞洲銷售統計超過800萬張。打破在台灣銷售最高專輯《Bad Boy》600萬的全亞洲銷量紀錄，成為張惠妹個人銷量最高的專輯。7月，正式開啟14場「妹力99世界巡迴演唱會」，亦是首位亞洲巡迴演唱會解鎖指標性城市體育場的華語女歌手。涵蓋台灣、大陸、香港、新加坡、馬來西亞場，全程超過50萬人次。並成為第一位登上上海體育場演唱的華人歌手，且全場爆滿、8萬人座無虛席，演出當晚體育場四周交通大打結，更吸引國內外權威媒體報導，成為為上海史上最成功的演唱會之一。在北京創下三個第一：在北京工人體育場開個唱的第一人，最高票價2000元人民幣；創流行歌手在北京開個唱的最高價，售票達6萬多張；創北京單場演出觀眾人數的最高紀錄。而香港舊啟德機場的2個場次則湧入5萬多人，第一位也是最後一位在香港啟德機場舉辦2場售票演唱會的華人歌手。在台北市立體育場更成為至今唯一「開全場」的女歌手，擠近5萬人，被視為台灣演唱會史上的一大標竿，阿妹也是首位在台東縣立體育場開個人大型售票演唱會歌手，湧入上萬名人潮。在新加坡方面也是首位在新加坡國家體育場開售票演唱會華人歌手，三萬五千張門票全部銷售一空。「張惠妹現象」在華人地區的發酵甚至登上美國報章新聞，國外新聞媒體皆以斗大篇幅報導，阿妹並在同年成為首位登上亞洲周刊封面人物的台灣藝人。許多人甚至認為，張惠妹有繼承鄧麗君在中國大陸不墜人氣的實力。9月，台灣發生百年天災921大地震，張惠妹為了表達她對受災居民的關懷之意，因此她將9月25日新加坡巡唱會的個人演出酬勞部份，在扣完稅後全部捐出給中部災民，為他們重建家園盡一份心意。她亦於「香港演藝界921傳心傳意大行動」活動上與香港大姊大梅艷芳合唱。除了這份上百萬的捐款外，阿妹也參加一系列賑災義演活動。12月12日，在第36屆金馬獎與張學友一同演出組曲。張惠妹的「妹力」無法擋，名列中國大陸《华声月报》一九九九年“十大华声人物”之一。出道兩年多，推出五張專輯、開過20場萬人演唱會，其中一場高達8萬人，張張專輯的銷售量都在百萬上下，阿妹立足歌壇，締造許多不可能的紀錄。12月28日，發行首張精選輯《妹力新世紀》，不僅是對歌迷交出一張漂亮的成績單，更為自己的歌唱生涯定下不敗的里程碑。專輯收錄了20首歌曲，其中包括2首新歌，首支主打歌〈我要飛〉是她2000年雪碧新廣告代言曲。該專輯在台賣破41萬張，全亞洲賣破300萬張，是台灣21世紀最暢銷女歌手專輯。12月31日，於台北市參加2場跨年演唱會。
2000年1月美國知名DETAILS雜誌最新一期，製作千禧年「國際銷魂風雲人物榜」，台灣的舒淇和張惠妹都上榜，張惠妹更被稱為中國的瑪丹娜。2月，受邀中國中央電視台春節聯歡晚會，並以新人之姿單獨演唱了一首《給我感覺》，這是許多成名歌手都沒有享受到的待遇。春晚之後，張惠妹在中國大陸的知名度更高，成為了家喻戶曉的人物。2月28日，首位接受美國有線電視網CNN專訪的台灣藝人，CNN以亞洲音樂大使稱呼張惠妹，並對她能在兩岸關係緊繃多變之際以歌聲風靡大陸予以稱讚。3月初，於香港紅館舉辦2場交響樂「港樂惠妹 OPEN YOUR EYES 」演唱會，在逾一百多位交響樂演奏者及樂手的伴奏下，張惠妹站在佈置成西洋花園的舞台上，演唱中、英、粵、台語共十七首歌曲，換了三套禮服，高雅、浪漫又不失性野性，全場滿座歌迷沈醉在她的優美歌聲中。4月，發行《歌聲妹影》，這張專輯採張惠妹上月在香港紅館演唱會現場收音錄製，突顯出她穩定的現場唱功，也被國際認可為「三星帶花」專輯，成為華人歌手第一位，被評為華人音樂史的驕傲，也彰顯阿妹扎實深厚、高雅多元的音樂素養。9月，以藝術文化類獲選中華民國第三十八屆十大傑出青年獎。12月5日，張惠妹發行在豐華唱片旗下的最後一張專輯《不顧一切》，此專輯在台熱賣36萬張，全亞洲賣破100萬張，與《妹力新世紀》一同成為台灣21世紀最賣座之兩張專輯。並於專輯發行當天在台北南港101舉辦1場新專輯發表演唱會；演唱會尚未開始前，阿妹還舉辦了一場跨國性的衛星連線記者會，除台灣外，在香港、新加坡、馬來西亞三地都有連線記者會。同年底成為第一位登上Newsweek亞洲版封面的臺灣歌手，該雜誌以阿妹作為二十一世紀第一個月的封面人物，並對這位亞洲流行天后進行專題報導。12月31日，於台北市政府前廣場參加跨年演唱會。

### 2001年－2006年：華納音樂
2001年6月，加盟新東家華納音樂，並為電影《珍珠港》演唱中文主題曲〈排山倒海〉。7月，受邀出席2場「情繫三峽－兩岸新世紀演唱會」，主辦單位甚至安排了私人飛機接送她往返四川、湖北兩地，間隔一年多沒到大陸演唱所有舉動直接證明張惠妹登「陸」成功氣勢不減，魅力仍橫掃大陸。8月，北京舉辦第21屆世界大學運動會，張惠妹受邀擔任開幕典禮嘉賓壓軸演唱《姊妹》和《牽手》兩首歌時，整個會場8萬人觀眾尖叫、歡呼，場面近乎沸騰。9月，豐華唱片為張惠妹發行《旅程》專輯，收錄18首期間未曾發表的歌曲。10月，張惠妹發行加盟華納音樂後的首張專輯《真實》，慢板抒情歌曲採取內斂婉約的唱法，意境不同於以往專輯的嘹亮及奔放，〈真實〉、〈記得〉及〈我恨我愛你〉等情歌其後成為各大歌唱選秀節目中的熱門歌曲；而〈感應〉、〈了不起〉及〈A級娛樂〉等快歌則加入大量舞曲的製作，展現別於以往的風貌。《真實》專輯也令阿妹在次年第13屆金曲獎成功奪下生涯第一座「最佳國語女演唱人獎」。此專輯在台灣賣破20萬張，全亞洲銷量突破160萬張。11月9日，在台北市中正紀念堂舉辦「真實新歌演唱會」，張惠妹特別為專輯辦免費的大型演唱會，與現場高達3萬多位歌迷一起分享她這張睽違樂壇近一年的全新作品。12月，張惠妹舉辦7場美加巡迴演唱會。阿妹也是近年來華語歌手在多倫多舉辦個唱最成功的一次。另外，在舊金山矽谷巡迴最後一場演出，舉辦一個小型百人簽名會，當地美國庫比蒂諾市長頒發「兩岸三地傑出藝人獎」。12月31日，於台北市政府前廣場參加跨年演唱會。
2002年8月，獲得金曲獎最佳女演唱人後的張惠妹發行專輯《發燒》，發片五天首批12萬張出貨搶購一空，追貨聲不斷直飆破15萬大關，華納唱片上下從亞洲大地之音、光南、佳佳、學生之音、元元、家樂福等兩百家零售唱片行緊急趕貨，短短幾天該專輯在中國大陸也水漲船高的狂賣100萬張。〈狠角色〉一曲也成為錢櫃KTV的K歌族最愛，榮登點播飆唱第一名寶座。此專輯在台灣銷量18萬張，全亞洲賣破200萬張。同一年，阿妹舉行21場「A級娛樂世界巡迴演唱會」，至2006年止累積參與人數高達50萬人。同期間阿妹也於第一屆MTV亞洲大獎獲頒「台灣最受歡迎歌手獎」以及獲選美國《時代》雜誌亞洲20大風雲人物之一，並登上亞洲版封面，11月，獲選第六屆促進原住民社會發展有功團體暨人士。年底又二度登上亞洲周刊封面人物，該刊以「張惠妹唱出兩岸未來，歌聲穿越台海政治圍牆」為標題，以歌聲穿透兩岸意識形態，唱出台海未來新希望。2002年唱片圈收入排行榜第一名。在星報票選台灣年輕人最喜愛的女偶像中，根據該報問卷調查結果顯示，阿妹以五點八個百分比奪下青少年最愛的女偶像后冠。
2003年5月，阿妹獲選台東縣卑南鄉母校太平國小第二十九屆傑出校友。因該年的SARS疫情，由王力宏、陶喆和東風衛視共同發起的抗SARS大合唱阿妹也熱絡參與，歌曲名稱為《手牽手》。6月，阿妹代言遊戲產品「A3」，代言費高達上千萬。同月27日，發行《勇敢》專輯，並首次擔任《勇敢》電影女主角，演唱同名主題曲〈勇敢〉，這首歌成為當年度同志情歌票選冠軍歌曲。該專輯是張惠妹迄今唯一沒有入圍金曲獎的專輯，但在台灣仍創下17萬張的銷售量。《勇敢》專輯銷售創下佳績，唱片公司斥資千萬，分別在台東海濱公園、高雄西子灣與台北福隆舉辦三場「就是我想你」夏日演唱會。8月8日，美國微軟集團（Microsoft）舉辦全球線上演唱會，也是第一位華裔歌手透過線上付費方式舉辦全球性演唱會。下半年繼續舉行「A級娛樂世界巡迴演唱會」，在馬來西亞、美國Connecticut康乃狄克州、Las Vegas、澳洲、北京等地接連開唱。11月，參加紀念張雨生的「雨生歡禧城」演唱會，張惠妹身穿白色T恤，胸前繡的是她自己請一位漫畫家畫的張雨生畫像，她演唱當年張雨生為她創作的歌《不顧一切》，爆發力十足的阿妹煽動歌迷情緒一流。12月31日，於台北市參加2場跨年演唱會。2003年唱片圈收入排行榜第二名。
2004年2月15日，第三屆MTV亞洲大獎，阿妹二度榮獲獲得「台灣最受歡迎歌手奬」。2月26日，張惠妹以新臺幣1500萬於中國大陸代言康師傅冰紅茶廣告。4月底，阿妹獲選為聯合國「第二屆世界和平音樂獎」大中華區唯一代表藝人，表揚她重視原住民文化，並以其在大中華區過人的影響力持續以音樂傳達和平，阿妹為首位獲得該獎的華語歌手。7月，張惠妹為七二水災義唱，七二水災讓許多原住民聚落受災嚴重，身為原住民的張惠妹也感同身受，主動發起義唱活動。在台北市松壽路的「stage」Pub舉辦小型賑災義演，場內就被逾600位歌迷擠滿，每位歌迷至少都捐出一千元，當晚總共募得一百萬元賑災經費。然而，在7月於北京的巡迴演唱會前，由於2000年的「國歌事件」再度受到中共激進人士反彈，對阿妹及其團隊造成挫敗，為此國台辦召開記者會澄清張惠妹並不是台獨份子，才化解這場誤會。並登上中央電視台《新聞會客廳》以及鳳凰衛視《名人面對面》專訪，演唱會的主辦單位也向記者出示了一份張惠妹從1998年至今參加的10多場慈善公益大型演出名單，這其中包括文化部為扶貧舉辦的系列演出，慶祝香港回歸的演出，去年非典後為白衣天使的演出和為宋慶齡兒童音樂基金會舉辦的演出。主辦單位稱，張惠妹是參加大陸慈善公益演出最多的港台藝人之一。7月31日，北京演唱會仍成功舉辦，點評「阿妹的實力完美發揮」。9月，發行《也許明天》專輯，歌曲呈現較實驗性搖滾，曲風大膽前衛，較不被市場所接受，成為張惠妹歷年來銷量最低專輯，在台灣僅賣出8萬張。10月，登上美國倡導雜誌報導。
這一年的許多紛擾，使阿妹重新思考她當前的狀態是否適合繼續衝刺音樂事業，於是，年底便醞釀了暫時離開樂壇到美國波士頓進修的想法。同年第四屆中國金唱片獎統計，1995-2003年内地引進版港台藝人唱片销量四大天王天后分別是：張學友、周華健、張惠妹、王菲。2004年唱片圈收入排行榜第9名。12月25日，於苗栗縣參加跨年演唱會。12月31日，分別在台南、台北參加3場跨年演唱會。
2005年，阿妹成為唯一一位登上英國NME封面的華人歌手，以《也許明天》專輯力壓綠洲合唱團的《真實的謊言》、酷玩樂團的《X&Y密碼》以及諸位強手榮登「新世紀最佳英式大碟」，成為封面人物。1月，前往香港參加南亞賑災愛心無國界的慈善大匯演。2月，正式遠赴波士頓進修3個月，返台後阿妹先參與倪敏然的公祭，藉歌聲安慰倪敏然家屬。接著參與拍攝新聞局Discovery頻道「大眾文化與娛樂類」《台灣人物誌》登上國際媒體。7月，擔任第十六屆飢餓三十代言人，前進非洲蘇丹救援當地貧童。也與另一位「飢餓大使」歌手王宏恩，一同到屏東縣六一二水災山路中斷、受困的瑪家鄉瑪家村，關懷災民，以歌聲安慰災民的心靈。同月24日，參加新加坡總統發起的慈善義演，新加坡總統納丹為感謝藝人的辛勞，也上台頒發紀念獎章給張惠妹等賣力演出的藝人。雖然許久未公開演出，但張惠妹一上台還是展現熱力四射的舞台魅力，現場一萬多名新加坡歌迷，更是以尖叫不斷來回應張惠妹的熱力演出，把全場氣氛拉到最高點，主辦單位指出，這是ZPOP近三屆以來最成功的壓軸演出。8月，返回台東老家參加南島文化節，推廣台東觀光業義唱。9月2日到上海參加成龍的賽車募款。10月1日，參加全國性的婦女公益代言，也讓她順勢成為第一位在台北小巨蛋開唱的歌手。之後阿妹又到新加坡參加國際性的非洲募款演出，公益工作已排到10月中。時任助理(於張惠妹與靈感娛樂解約後短暫二度合作)高一秀說：「阿妹好像忘記自己是藝人了，認為發揮自己小小的力量、集合更多人的力量，來幫助、關懷不幸的人，才是最有意義的。」阿妹也籌劃自己發起的原住民演唱會，集合圈內多位原住民歌手演出，門票收入用作幫助原住民小朋友就學，認為教育原住民小朋友才是札根治本之道。同年11月，張惠妹在第42屆金馬獎盛會上壓軸演出「歌聲妹影」，一連13首老歌新編歌曲，連續演唱13分鐘，現場演唱功力及舞台魅力獲大眾一致讚賞，被視為她在短暫低潮後回歸樂壇的第一大步，該次表演在之後幾年更數度被提及，表演內容之精彩和高水準的演唱成為日後台灣三金（金馬獎、金鐘獎、金曲獎）頒獎典禮的演出標竿。12月31日，張惠妹接了3場跨年晚會，從高雄、桃園再趕到台北場。
2006年2月，發行相隔一年半後的專輯《我要快樂？》，製作人陳子鴻以阿妹最單純直接的歌聲為主軸，開工第一天華納業務部已接獲近10萬張訂單。捨棄繁複的編曲，〈我要快樂？〉和〈人質〉在KTV及各大歌唱選秀為熱門歌曲，〈我要快樂？〉獲選中華音樂人交流協會當年度的十大單曲之一，此專輯也讓張惠妹入圍了第18屆金曲獎最佳國語女歌手獎。而專輯銷售方面，更一掃前張作品的頹態，在台灣賣出16萬張的佳績，於中國大陸市場更以總銷售96萬張拿下上半年度專輯銷售冠軍，全亞洲最終賣破200萬張。同時也獲得MTV封神榜音樂獎《傳奇天后獎》的加冕。5月27日，「A級娛樂世界巡迴演唱會」收官場於美國拉斯維加斯完美落幕，7千多張門票銷售一空。主辦單位還特地安排阿妹搭乘直昇機前往記者會場享受天后級待遇。6月，參加第17屆金曲獎壓軸演出「Musiz ORZ」。12月23、24日首次挑戰大型音樂劇，由阿妹自己規劃並製作音樂劇《愛上卡門》，邀請了新加坡知名男歌手阿杜及當時剛出道的台灣知名女歌手A-Lin共同參與演出，並登上台北小巨蛋演出2場。30日，於淡水漁人碼頭參加台啤跨年演唱會。

### 2007年－2011年：EMI／金牌大風
2007年，EMI在香港砸下一千多萬舉辦全亞洲記者會，宣佈簽下亞洲天后張惠妹，光是3年3張唱片約的簽約金就高達1億5000萬台幣，成為當時最高的女歌手簽約金。這還不包括演唱收入部份，因為EMI擁有經紀約共享權，若談定巡演事宜，阿妹酬勞還會再加碼，時任EMI董事總經理陳澤杉透露，目前已在洽談阿妹出道10年巡迴演唱會，30場的收益可望超過7、8億台幣，他形容阿妹是他心中的「東方之珠、掌上明珠」，而EMI亚洲区、中国区主席等多位高管也出席发布会，足见EMI對张惠妹的重视。2月，出席美國賭城頒獎禮獲得中美先鋒娛樂人物大獎。6月，張惠妹已連續三年擔任台灣觀光在港澳星馬地區的代言，觀光局表示東南亞旅客年均增一成，三年的年平均成長率約百分之十，這要歸功於全方位宣傳，更要感謝張惠妹加分不少。8月，發行第14張專輯《STAR》，該專輯連續稱霸台灣g-music和五大唱片銷量排行榜4週，在台灣賣破13萬張，全亞洲銷量為170萬張。9月12日，在淡水漁人碼頭舉辦STAR慶功演唱會，當晚擠爆3萬歌迷創下此場地歌手舉辦演唱會人數最多紀錄。同月，參與第四屆亞洲音樂節於韓國表演，一連三首歌的演出獲得眾多好評。同月，張惠妹是首位接受英國路透社專訪的台灣歌手。10月，擔任第五屆台灣同志遊行彩虹大使，她表示，很開心同志歌迷對她一路以來的支持，不管是對隱藏性或是開心站出來的同志，她都會永遠支持。受封為「彩虹大使」的她，還在舞台上大方擁抱HIV帶原者亞輝與瓢蟲，更表明希望每年都可以參加同志遊行。同年11月，「Star世界巡迴演唱會」於上海體育場正式開場，其後的新加坡、紐約、溫哥華、香港等場次，獲得了熱烈迴響。盛況也在12月的台北小巨蛋上演，12月22至24日連開3場演唱會（24日為加開場）創下單場演出44首歌曲的紀錄。2007年唱片圈收入排行榜第3名。
2008年3月至5月，張惠妹投身於日語音樂劇《杜蘭朵》的巡演，此劇由久石讓製作、宮本亞門執導，阿妹克服了語言不通的障礙，與眾多日本演員在東京、大阪和名古屋等地以古代日語連續演出59場，演出大獲好評。5月12日，中國四川省發生汶川大地震，她捐出12日至22日《杜蘭朵》11場演出酬勞、約500萬台幣，捐助四川災民重建家園。日本返台不到1周，3天內連趕成都、香港、北京3個城市，參加3場賑災活動，不僅分文未取，連機票都自費購買。同年第19屆金曲獎，不僅以《STAR》專輯提名5項獎項並獲邀演出，阿妹更首度將「阿密特」的表演風格帶上大舞台，以龐克搖滾的演出震撼典禮現場。7月，錄製北京奧運徵選主題曲中英文版本《永遠的朋友》，該歌曲獲選北京2008奧運會優秀歌曲獎。孔祥東曾邀請李玟、張惠妹和韓雪分別演唱，經過現場PK，最終阿妹憑藉穿透力極強的嗓音和充滿激情的演唱風格，脫穎而出，和孫楠一起將這首歌演繹得近乎完美。9月22至23日，在東京赤阪ACT劇場舉辦2場「Star Tour世界巡迴演唱會」，票價高達日幣八千八百元，屬外國藝人一級價位，兩場演出共兩千六百個位置全部賣完。12月31日，於台北市政府前廣場參加跨年會。長達50分鐘的勁歌熱舞，在台視播出的跨年倒數前那一刻，以5.35、收視總人口154萬人，搶下分段收視第一名。2008年唱片圈收入排行榜第8名。
2009年3月28、29日，「Star世界巡迴演唱會」於台北小巨蛋結束，總共歷經1年5個月13個城市20場演出，吸引50萬人觀眾。更是首位華語歌手在台北小巨蛋同一主題連開5場演唱會的歌手。6月26日，發行《阿密特》意識專輯，其音樂風格與歌詞涉及同志認同、女性意識、生命關懷等議題，較以往曲風改採大膽的嘗試和突破，張惠妹本人亦主導專輯製作的概念，以搖滾風格為主軸，演唱方式也有別於以往的唱腔及技巧。此專輯無論在銷量、音樂獎項皆取得良好成績，唱片在台灣賣破12萬張、全亞洲銷量再次突破130萬張，並囊括了亞洲超過50個排行榜冠軍，更獲得眾多業界專業人士以及華語歌手的大力讚賞，對張惠妹而言，此作象徵其挑戰創新之精神。7月，在台灣世界展望會成立【阿密特圓夢獎助學金專戶】，一年來幫助541名就讀高中職以上的學生助學金，讓他們不因經濟壓力的影響能順利就學。8月8日，臺北聽奧代言人張惠妹率領15名原住民歌手舉辦「原班人馬」演唱會，更破天荒擔任演唱會的製作人，帶領所有演唱會的原班人馬們設計最精采的節目與合作。同月，中度颱風莫拉克重創台灣，張惠妹除了捐款並帶來數百雙運球鞋、T恤等救濟物資，分送給即將開學的災區學童外，並號召知名美髮師入災區義剪給災區，投入相關賑災活動。9月5日，成為台北聽奧代言人並參與台北聽障奧運開幕式嘉賓，演唱主題曲《聽得見的夢想》。9月24日，出席第一屆新加坡的F1搖滾演唱會。
11月，展開「阿密特首次世界巡迴演唱會」，此次巡演樂團陣容邀請了馬蒂·弗里德曼和大村孝佳等吉他手，前後在大陸、台灣、日本、港澳和新馬等地共舉辦16場巡演，參與人數約30萬人。2009年唱片圈收入排行榜第9名。

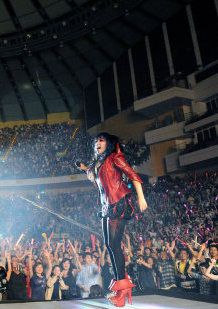
2010年阿密特首次世界巡迴演唱會-台北站

2010年3月，以近千萬成為可口可樂台灣區代言人。同月，在台灣舉辦3場「阿密特世界巡迴演唱會」，成為首位連續在台北及高雄巨蛋開唱的歌手，不僅3場一票難求，也吸引中、港、台超過百位娛樂圈名人朝聖，號召力驚人更被媒體譽為演唱會現場的星光足以媲美一場大型頒獎典禮的星光大道。同年6月的第21屆金曲獎，《阿密特》專輯獲得10項提名，打平2002年周杰倫專輯《范特西》的提名紀錄，最終抱回包含「最佳國語專輯獎」和「最佳國語女歌手獎」在內的6個獎項，刷新金曲獎單屆獲獎最多紀錄。此外，阿妹在星光大道上的鑲金洋裝搭配背後的立體黃金甲殼，不但展現強烈個人風格，也將身材比例拉的十分修長，榮獲紅毯第一美型，該屆頒獎典禮吸引560萬觀眾收看，收視率高達5.2，打破歷屆金曲獎轉播紀錄。而張惠妹睽違8年再度獲頒最佳女歌手獎時收視更飆高到7.51，成為當晚最受矚目獎項。9月11日，舉辦「AMIT！see younext time SPECIAL PRIVATE LIVE阿密特再，見！私。密？音樂會」，宣告將暫別「阿密特」回歸阿妹身分繼續投入接下來的新專輯製作。
12月10日，獲台東縣豐田國中封榮譽校友，張惠妹回鄉受獎。12月22日，張惠妹以新臺幣1800萬二度代言中國大陸康師傅冰紅茶廣告。近年代言的飲料廣告業績銷量都成長，成為飲料天后。12月31日，於台北市政府前廣場參加跨年晚會壓軸演出。2010年唱片圈收入排行榜第9名。
2011年1月，以報導世界具影響力及代表性人物為主的「BIO人物傳記頻道」製作張惠妹特輯，於全球23個國家播放，超過6,700萬收視人口。專訪聚焦阿妹從2005年事業低潮去美國遊學期間，到後來製作音樂劇，並且化身阿密特轟動樂壇的故事特輯。阿妹為首位接受此專訪的華人歌手。3月，再度續約可口可樂公司成為125週年代言人，阿妹親手設計限量紀念瓶—「Mei瓶」。4月23日，發行製作期長達3年的《你在看我嗎》專輯，以前5首深情細膩、後5首狂野熱辣的特殊排序方式呈現兩大主題，其中抒情主打〈我最親愛的〉因樸實、真誠的詞曲及演唱，在華人各地大受歡迎。口碑方面，亦獲得各地樂評的高度肯定，讚賞阿妹在新專輯中的音樂品質及演唱實力仍見進步。在尚未發片且未正式宣傳的情況下，〈我最親愛的〉已然登上情歌排行榜首，在發行後也取得了2011HitFM年度百首單曲，2011KKBOX年度百大單曲、2011北京中歌榜年度最佳歌曲、2012年MusicRadio中國Top排行榜年度最佳金曲等多個音樂獎項。5月，美國CNN頻道第2度專訪張惠妹再度寫下華人紀錄，於《亞洲名人聊天室》TalkAsia中暢談其演藝路程、形象轉變等。6月，張惠妹登上富比士調查“在大陸最知名的25位台湾人”名列榜首，影響力比許多政、商知名人物還高。在第22屆金曲獎頒獎典禮上，阿妹演唱「我最親愛的音樂大師」組曲，向多位已故樂壇前輩致敬。同月，發行《你在看我嗎 你和我的慶功珍藏版(2CD)》改版專輯，並於25日舉辦「COCA COLA 快樂暢開 125 years張惠妹Live」新歌演唱會，當晚3萬名歌迷在中正紀念堂自由廣場熱唱，寫下該場地近幾年少見的盛況。8月，受邀出席日本音樂家久石讓的音樂會演出的歌手，久石讓更是首度在自己的演奏會上邀請國外流行歌手同台。9月，為紀念出道15週年所辦的「AMeiZING世界巡迴演唱會」於四川省成都開跑，至2013年初簽約場次已達59場，除了涵蓋亞洲、美洲和澳洲等各大城市之外，亦首次到達英國倫敦，成了首位在英國O2體育館（The O2 Arena）舉辦個人大型演唱會的華語女歌手，為台灣歌手在歐洲的音樂市場開闢先河。同月底演唱會門票開賣，在台北小巨蛋首開6場的6.6萬張門票於33小時內售罄，之後加開的4月4日第7場門票亦於10小時內售畢，將此次台北場推升至7.7萬觀賞人次，刷新台北小巨蛋完售及票房紀錄，而加場當日唱酬及門票收入也全數捐予台東聖母醫院。12月31日，在自家酒吧「A★Bar」舉辦跨年演唱會，店家為避免小店被擠爆，在官方臉書說明當日只限120人入場。2011年唱片圈收入排行榜第6名。

### 2012年－2014年：聲動娛樂（獨立製作）

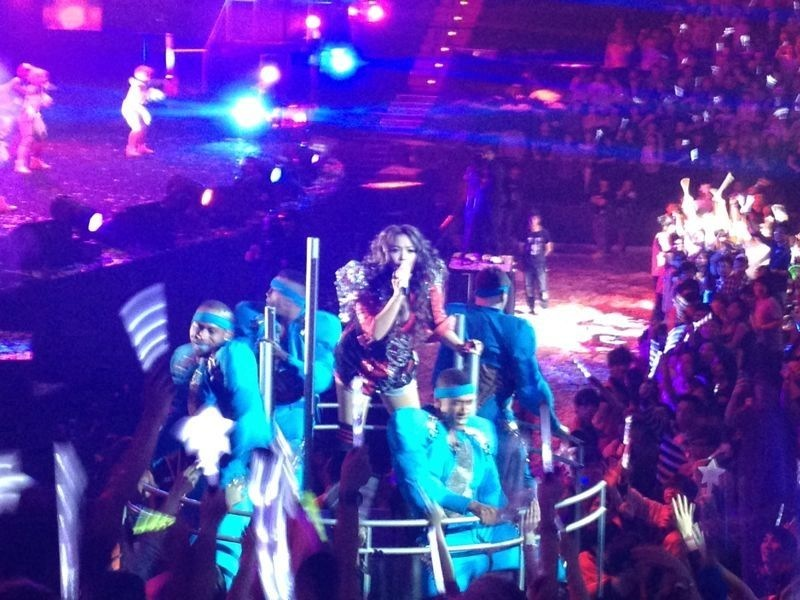
2012年，張惠妹於AMeiZING世界巡迴演唱會台北小巨蛋的演出

2012年，「AMeiZING世界巡迴演唱會」台北場第2場演唱會舉行當中，阿妹突然宣布加開1場，打破由自己保持的7場紀錄；台北的第8場雖於開唱後才臨時加演，但終極加演場的門票銷售仍於開賣後2小時內即告完售。成為台北小巨蛋有始以來連唱最多場（8場）、觀看人數最多（含2樓至3樓包廂區共達9萬人次）、離開唱日最短日數售票（距4月8日開唱前6天開賣）吸金1.9億破演唱會史。早前，阿妹亦宣布將於同年12月8日巡迴至高雄世運主場館6萬人場地開唱（後為滿足買不到票的歌迷，於11月中旬宣布12月9日加開一場）。創紀錄的台北小巨蛋8場演唱會共計吸引300多位演藝圈人士前往觀賞，並給予極高讚賞。
「AMeiZING世界巡迴演唱會」高雄場的4.5萬張門票在4月15日開賣後的38分鐘即售罄，再度刷新台灣演唱會完售紀錄，特區的門票在5分鐘之內全數掃空，成功延續小巨蛋的火熱票房。阿妹亦將高雄場次定位為巡迴的最後一場（不過後因大陸部分場次改至2013年舉辦，排擠掉原本巡迴終場的高雄場），不惜推掉高雄場次之後的海外7場邀約，欲將最後的精彩留給南台灣的歌迷。5月，第23屆金曲獎公布入圍名單，阿妹以《你在看我嗎 (你和我的慶功珍藏版)》專輯第11度入圍最佳國語女歌手獎，而專輯的預購版本則入圍最佳專輯包裝獎。
海外方面，「AMeiZING世界巡迴演唱會」於2012年6月1日及3日在雪梨和墨爾本舉行。雪梨站湧入1.1萬名觀眾，創下場館滿場最高紀錄，而墨爾本站亦成為會展中心參加人數最多的活動，共計有6千名觀眾，場館官方宣布後臺將永久懸掛「AMeiZING世界巡迴演唱會」墨爾本場次的簽名海報作為紀念。6月份，在可容納6萬人的北京工人體育場開唱，是阿妹繼1999年「妹力99亞洲巡迴演唱會」於此場地創下最快售票、最高觀眾人數紀錄。11月中，為滿足買不到12月8日高雄場門票的歌迷，主辦單位決定加開1場，最終2場共吸引9萬人次入場，而安可時，阿妹首次登上熱氣球繞場演唱。此次「AMeiZING世界巡迴演唱會」於台灣共舉辦10場（台北小巨蛋8場、高雄世運主場館2場），共吸引了近18萬人次觀賞，創下台灣歌手同一主題演唱會場次最多，觀賞人數最多的個人歌手紀錄。
2012年唱片圈收入排行榜第6名。
進入2013年第一刻，阿密特首次參加台北市府跨年晚會連唱一小時，混搭「AMeiZING」巡演精華，祭出祕密武器。TVBS台北市府跨年晚會收視率以1.6居次，是有線頻道之冠，該場最高收視為張惠妹分身阿密特的3.06。
年初繼續「AMeiZING世界巡迴演唱會」，從2011年9月起跑，共歷經19個月、45座城市，場次達59場，吸引了147.5萬名觀眾，票房收入為新台幣29.5億元，創下單次巡演最多場次的華語女歌手紀錄。而演唱會Live DVD也收錄完整高雄場及台北場精華，長度4個多小時。
2013年6月15日，以「阿密特」名義回台東老家鐵花村演唱。率排灣族Boxing拳樂團登台，邀家人和族人觀賞，也免費請阿尼色弗之家的少年到場。800張500元票券完售，也讓台東高中以下的青少年用350元票價進場。1000個座位爆滿，場外滿是圍觀民眾。7月，張惠妹擔任《中國好聲音》第2季賽事的評審團導師，並創下連續12集收視冠軍的驚人紀錄，其學員李琦在10月7日的總決賽中奪冠，張惠妹也成為第二季的冠軍導師。12月22日，阿妹挺同志婚，舉辦「愛是唯一」音樂會於華山文創大草原「憑愛免費入場」，並提出3條件：「不要找任何協會合辦、不要任何贊助、不要任何人站台。」經紀人陳鎮川以最速件申請場地、組成團隊，據保守估計，製作成本至少300萬元，阿妹全數吸收成本。

### 2014年－2019年：EMI／環球音樂
2014年1月，張惠妹登上新加坡知名國際同志雜誌《ELEMENT愛力先生》亞洲同志平權英雄榜。6月30日，張惠妹於台北舉行記者會，宣布成為環球音樂旗下音樂品牌百代唱片（EMI）之大中華區品牌總監，並同時宣佈羅志祥和楊丞琳加盟旗下。7月，加盟環球唱片旗下EMI品牌後的首張音樂作品《偏執面》問世；即便在此前發生新專輯音檔提前外泄事件，而緊急宣布提早發行，但專輯發行後從服裝造型到歌曲的話題熱度依然不斷，在銷售方面及各個音樂平台也取得了不錯的成績。為了感謝歌迷，在新專輯宣傳期進入尾聲時，阿妹於台中圓滿劇場舉行新歌演唱會，6000張免費門票瞬間秒殺，因此主辦單位特地開放草原區，吸引3萬人到場聆聽，不只場內爆滿，場外草坪也坐滿歌迷，且與騰訊視頻獨家網絡直播合作，讓全球數個國家都可以同步利用網絡收看這場演唱會，預估全球有上億觀眾欣賞到阿妹的演出。10月，張惠妹擔任新加坡國際知名同志雜誌《ELEMENT愛力先生》封面人物，領20位帥哥拍全裸寫真，披6色彩虹旗挺同志平權。同年12月28日，開始販售2015年4月起在台北小巨蛋舉辦「烏托邦世界巡城演唱會」門票，不僅連開10場演出刷新個人和華語歌手紀錄，12萬張門票於12分鐘售畢，締造了華語樂壇個人歌手售票演唱會售票紀錄。亦開創亞洲歌手引進義大利客製化晶片卡門票的先例，每張「烏托邦公民證」皆義大利訂製、印上持有者姓名，且每場顏色皆不同，成本1.5歐元（約新台幣59.4元），以10場約12萬張計算，門票訂製成本約耗費新台幣713萬元，售票系統為此花1,200萬購置入場感應門，又花400萬元至美國亞馬遜租用超強大伺服器防網路售票塞車，光是售票前置作業共花2,320萬，創下華語樂壇演唱會之最。10場小巨蛋票房3億，加上大陸22場，今年「巡城」票房上看27億。
2015年1月1日，參加中國大陸江蘇衛視跨年演唱會。3月20日，發行《Damalagaw大巴六九部落傳唱歌謠》專輯，由張惠妹本人擔任音樂總監與企劃統籌，從多年前的一個心願，為保留年事漸高的部落長老們的珍貴聲音，並延續傳承大巴六九部落豐富的歌謠歷史文化，因此從一個簡單的念頭開始，細心採集、錄音，力求重現部落真實的生活樣貌，完成一張溫暖又充滿原始力度的原住民語專輯
。2015年4月4日，時隔六年張惠妹再度以阿密特之姿，發行第18張個人專輯《Amit 2》，並舉行烏托邦小巨蛋10場巡城演唱會，周邊商品及CD熱賣3天吸金1250萬，近3萬份的《AMIT2》精裝紀念版專輯全數賣完，該專輯在台灣賣破6萬張的銷量，拿下台灣女歌手年度唱片銷售冠軍，這也是張惠妹時隔十五年再度登上台灣年度女冠。專輯中歌曲〈牙買加的檳榔〉是阿妹首次嘗試雷鬼音樂曲風；而〈放了那個作品〉的MV，被國外網站「Fantastic Music Videos」選為2015上半年最佳動畫音樂錄影帶TOP15之一。5月2日，張惠妹成為第一位華人女歌手5次登上上海8萬人體育場歌手。5月8日，身為“同志女王”的張惠妹，免費授權其歌曲〈彩虹〉應援電影《滿月酒》。5月16日，張惠妹首次獻聲華語電影《小時代：靈魂盡頭》演唱主題曲，導演郭敬明表示僅用一通電話就邀請到阿妹合唱，《靈魂盡頭》是電影《小時代4》唯一的主題曲，更是阿妹在這十五年裡，第一次為電影量身訂做的主題曲。6月12日，客串《再見好不好》舞台劇。
同年6月27日，以專輯《偏執面》於第26屆金曲獎獲得3項提名的張惠妹最終獲得最佳國語女歌手獎，此次為她第12度入圍、第3度榮獲此獎項。她親自製作的旗下子弟兵BOXING樂團也榮獲最佳新人獎。此外，阿妹於當屆金曲的演出《a Queen》勁歌熱舞讓收視飆出7.21，共有159萬3千人收看、居所有表演節目之冠。12月29日，阿妹宣布明年4月16日在泰國曼谷舉辦「烏托邦」演唱會，是首位在暹羅百麗宮（Royal Paragon Hall）開唱的華人歌手，門票28日開賣，吸引許多欲前往潑水節的同志歌迷搶票，不到30分鐘就讓泰國售票系統一度癱瘓，7000張門票就售出7成。12月31日，張惠妹在台北舉辦睽違三年的跨年演出，當晚演出製作規格甚至超越演唱會規格，台上的陣仗更是驚人，包含32人的管絃樂團演出，接近1小時10分鐘的演出震撼了台北市府廣場，張惠妹整段演出創下三個紀錄，一是收視平均為3.7，創倒數後全台最高收視，有168萬人同時收看、網路同步觀看則吸引超過100萬人次點閱率，天后阿妹倒數後跨年現場創下歷年現場最多民眾參與，超過150萬民眾擠近市民廣場搶看天后現場演出。
2016年，《Amit 2》專輯一舉入圍第27屆金曲獎6項獎項，張惠妹並第13度入圍最佳國語女歌手獎。其《Damalagaw大巴六九部落傳唱歌謠》亦入圍最佳原住民語專輯獎。6月，阿密特出席金曲獎穿BALMAIN金縷衣一站上紅毯，評審把紅毯第一美頒給她，阿妹也連續2年擔任表演嘉賓，與頑童MJ116一同表演《MUSIC is POSSIBLE》獲得一片好評。7月，尼伯特颱風重創家鄉台東，張惠妹捐200萬助重建。同年8月1日，「愛最大」公益演唱會於台北小巨蛋盛大舉辦，由張惠妹領軍10多位大咖藝人助陣，製作成本約1000萬元，參與藝人全是無酬演出，粗估票房收入1200萬元，再加上義賣商品收入，預計可捐出200多萬元給台灣伴侶權益推動聯盟，作為推動婚姻平權法案基金。10月，張惠妹參加中國浙江衛視音樂真人秀節目《夢想的聲音》擔任導師之一，1季的酬勞高達2.25億。11月23日，張惠妹在美國康州金神大賭場兩場感恩節演唱會圓滿結束後，名字獲刻進金神體育館星光大道，成爲首位入駐的華語女歌手。12月16日，於上海梅賽德斯-奔馳文化中心舉辦具有出道20週年紀念意義的「烏托邦世界巡城演唱會」之升級版「AMEI 烏托邦2.0慶典世界巡迴演唱會」並宣布將在20多個城市開唱。12月30日，參加浙江衛視《愛在一起》跨年演唱會。
2017年，「烏托邦2.0慶典世界巡迴演唱會」宣布前往歐洲，並首次在義大利米蘭以及西班牙馬德里開唱。1月15日，販售8月起在高雄巨蛋舉辦的「烏托邦2.0慶典世界巡迴演唱會」6場演唱會門票，6.6萬張門票於8分鐘內售畢。基於熱烈反應，主辦單位於4月8日宣布加演2場，2.2萬張門票於45秒售罄，再創票房紀錄；也創下華語歌手在高雄巨蛋連開8場之紀錄，8場的高雄巨蛋演唱會票房共收2億元，吸引了近10萬名粉絲朝聖，為高雄帶進逾10億元的觀光財。6月24日，第28屆金曲獎特別貢獻獎頒給張雨生，張惠妹獻唱組曲《雨後星空》緬懷這位永遠的「音樂魔術師」。迄今成為金曲獎頒獎典禮上表演次數最多的歌手（第9、13、17、19、22、26、27、28屆）。同月，阿妹登上福布斯亞洲慈善英雄榜。10月6日，與周杰倫合唱的〈不該〉MV於YouTube突破1億次觀看點擊次數，再創新紀錄。同月，代言太陽能業產業永鑫能源，創辦人兼董事長湯孟翰指出，因應品牌發展策略，期待找到關心土地、形象正面並具影響力的藝人，傳達綠色能源能帶來的新價值與新希望；素有太陽之女稱號的張惠妹，因長期關注台灣公共議題、有著陽光般的正面形象及溫暖歌聲、同時熱愛這片土地，成為最佳人選。
同年12月12日，張惠妹發行第19張個人錄音室專輯《偷故事的人》，此專輯砸下5千萬企宣費用，回歸招牌的妹式情歌，成功取得了良好的銷量成績，首批3萬張搶購一空，不僅獲得各大實體、數位、電台排行榜冠軍，阿妹也再度拿下台灣女歌手年度銷量冠軍。12月30日，於中國上海完成「烏托邦世界巡城演唱會」最終場，歷時32個月，50座城市，創下同一主題巡迴演唱會高達104場次的華語女歌手紀錄，參與人數高達250萬人。光是票房收益，就創造逾60億的超驚人產值。
2017年12月31日，在擁有全世界最巨型LED燈網T-Pad的台北101大樓，天后阿妹與安那以聲光視覺影像的方式呈現於101的屏幕上，這也是台北101自2004年底施放煙火以來，首度將當代藝人流行音樂曲風納入整場新年大秀表演中，並於全世界轉播。當晚，參加中國大陸湖南衛視跨年演唱會。
2018年，為回饋歌迷對新專輯的支持，阿妹宣佈2月4日於台北信義區COMMUNE A7舉辦新歌演唱會，1月13日持正版《偷故事的人》專輯外框厚紙板，在指定時間於台灣北、中、南部兌票地點兌換入場券，每人限憑一張專輯兌換一張入場券，由現場工作人員在專輯外框厚紙板蓋上專屬「偷」字印章。而新歌演唱會當晚，氣溫僅攝氏9度還下大雨，卻澆不熄歌迷熱情，逾1萬歌迷在寒冬夜雨中朝聖。2月6日晚間，台灣發生芮氏規模6.0的強震，花蓮許多房屋傾斜倒塌，阿妹拋磚引玉以個人名義捐款200萬到賑災專戶到花蓮縣政府賑災專戶。5月16日，《偷故事的人》專輯獲得第29屆金曲獎6項提名，阿妹並14度入圍最佳國語女歌手獎。最終由羅景壬執導的MV〈身後〉抱回最佳音樂錄影帶獎，並以此支音樂錄影帶獲得同一年柏林紅點設計大獎中的紅點傳達設計獎及韓國MAMA最佳MV導演獎。7月11日，受邀國立臺灣大學流行音樂歌唱營（簡稱流唱營）擔任客座講師。8月19日，張惠妹與林憶蓮合唱電視劇《如懿傳》的片尾曲〈雙影〉
。9月6日，張惠妹受邀在義大利「Celebrity Fight Night」慈善晚宴上和世界男高音安德烈·波伽利以義大利文、英文及中文3種語言合唱最新單曲《If Only》，該曲於9月中旬數位推出，並收錄在安德烈·波伽利10月26日發行的《Sì》專輯中。12月8日，出席「第十二屆咪咕音樂盛典」奪得三大獎「年度最佳專輯-偷故事的人」、「年度最佳華語號召力歌手」、「年度十大金曲-連名帶姓」，其中偷故事的人2017-2018年度銷量達825萬。
12月31日，張惠妹擔任台北市最high新年城倒數前壓軸嘉賓，一連15首經典歌曲，為當天收視最高點達4.78，其精湛的演出更獲得網路一片讚賞。《偷故事的人》專輯連續2年拿下台灣女歌手年度銷量冠軍。2018年新加坡電台96.3票選10大巨星之一。
2019年6月，電玩遊戲《完美世界M》舉辦上市記者會，邀請天后張惠妹以及頑童MJ116擔任代言人，四位曾在2016年第27屆金曲獎上合體表演，這次再度同台，並且合唱電玩主題曲《Better Dayz》，這首歌由成員瘦子E.SO擔任製作人，直誇張惠妹的美妙聲線加入錄音後，讓歌曲有了靈魂。7月，阿妹接下湖南衛視新節目《聲入人心第2季》擔任評審，引發高度討論。不同於一般歌唱節目，此節目是以聲樂、音樂劇為主，對阿妹而言難度更高，再一次挑戰自我。阿妹經紀人陳鎮川表示，因古典樂不是一般大眾熟悉，她也必須做足功課，在剛開始錄製時，花了許多時間來適應，「她緊張、害怕說錯話。」導演特別欣賞阿妹挑戰過許多音樂劇，她去年與知名男高音安德烈·波伽利（Andrea Bocelli）合唱〈If Only〉，希望阿妹和觀眾分享自身經驗。阿妹過去在《夢想的聲音》演出精湛，壓力也很大，這次導演承諾阿妹在節目中幾乎不需演唱，只要擔任評審即可，這也是打動阿妹的原因之一。

### 2020年－至今：世界巡迴演唱會
2020年1月，野生救援《守護海洋守護鯊》的公益廣告特別邀請擔任野生救援全球大使的張惠妹拍攝，藉由阿妹全民皆知的代表歌曲《聽海》高印象連結，發展出今年廣告的溝通主軸。1月22日，短久未露面的張惠妹擔任鴻海尾牙壓軸嘉賓，一連演唱〈黑吃黑〉、〈王妃〉、〈我心已打烊〉等15首歌曲，並開放點歌，就像是個小型演唱會。據悉她的唱酬逾500萬元。5月7日，透過連線出現在聲動娛樂聲友會，祝福大家母親節快樂。9月24日透過臉書影片公布，將於12月31日在台東舉辦免費入場的跨年演唱會，將2007至2017年4次大型巡演精華搬到台東演出。預估可容納5萬人，粗估每人平均一萬元吃喝交通住宿，可吸引5億台幣觀光財，而阿妹也將自掏腰包3000萬元打造這場萬人演唱會。消息一公布，飯店業者電話接不完，原本連續假期訂房率，已經有八成，加上阿妹開唱，更讓跨年夜的住房秒殺搶光。
10月3日，第31屆金曲獎，阿妹簽下的歌手持修奪下最佳新人獎。第27屆關懷盃，張惠妹也自掏腰包贈送每個參賽隊伍禮物，青少棒球員每人可以獲得球具袋，少棒球員則是每人一個棒球手套。
2020年12月31號凌晨0:00，張惠妹無預警驚喜上架最新單曲《緩緩》。
31號當晚，由台東縣政府主辦的烏托邦跨年演唱會在台東縣國際地標濱海公園登場，當晚吸引超過7萬人入場觀看，為全台跨年夜場次人數最多規模最大的一場，張惠妹所帶來的經濟效益更是為台東帶來近7億元的觀光收入。並被網友認為是全台跨年表現最佳的歌手。亦是穩坐全台跨年收視冠軍。最高收視段落，在抒情歌曲的部分，引起全台觀眾的共鳴。從九點半一路唱到凌晨12點多，張惠妹一人hold住全場，在25歲到44歲之間的收視族群領先全台灣，成為跨年晚會電視轉播第一名，網路平台的觀看流量更是成長110倍，打破轉播平台的紀錄。
2021年2月18日，張惠妹回饋母校，捐50萬助豐田國中打造「阿妹舞台」。6月16日，音樂串流平台Spotify全新為慶祝國際婦女節而展開重點企劃EQUAL Global Music program，特別邀請天后張惠妹擔任代表歌手，其形象照登上美國紐約時代廣場巨型LED屏幕，為女性發聲，並與全球34位女歌手共同傳遞女性音樂人的聲音。7月27日，向來低調行善的阿妹向河南省红十字會捐款60萬元(人民幣)，表達對河南地區的慰問，希望河南人民早日戰勝洪災，重建美好家園。8月30日，張惠妹在線上舉辦演唱會，利用抖音平台「夏日歌會」直播方式舉辦售票演唱會，吸引1055萬人觀看，一連演唱多首經典歌曲，門票收入13億台幣，舞台設計為了更貼近觀眾使用手機的習慣，改以直式螢幕方式觀看，讓畫面更具焦。9月3日，由TVBS聯利媒體轉播的張惠妹台東跨年演唱會入圍第56屆金鐘獎，導播陳美而鏡頭切換靈活，展現歌手與觀眾互動氣氛，精湛呈現高規格演唱會畫面，獲得評審青睞，提名非戲劇類節目導播獎，團隊表示相當興奮。10月6日，幫助家扶基金會協助弱勢兒少與家庭度過疫情困境，她樂於擔任愛心大使，首次推出「愛無限LINE貼圖」，一上架就迅速登上排行冠軍。10月26日，蝦皮購物驚喜宣佈由華語歌壇天后張惠妹擔任蝦皮購物「11.11最強購物節」活動大使，並改編橫跨華語樂壇20年的經典神曲《三天三夜》作為活動主題曲。驚喜釋出神曲《三天三夜》改編洗腦廣告後，上線隨即席捲全台，短短一週即突破150萬觀看數。11月10日，吉卜力工作室首部3DCG動畫電影《安雅與魔女》集結唐綺陽、黃子佼、安那、庹宗康獻聲，再公布驚喜配音陣容，天后阿妹在片中替「安雅」的媽媽配音，還一展歌喉。11月12日，迪士尼公司旗下的影音串流平台Disney+來勢洶洶登台，並於晚上8點推出「A Night of Disney+ 夢想之夜」線上音樂會，由華語天后張惠妹用中英文雙聲道演唱多首歌曲：《木偶奇遇記》（Pinocchio）的《When You Wish Upon a Star》，編曲使用尼龍吉他伴奏為歌曲增添沉靜感；唱《可可夜總會》的《請記住我》時改以鋼琴伴奏；在《冰雪奇緣2》的《Into the Unknown》增添EDM元素，完美混搭古典管絃樂與電子音樂，呈現令人驚豔的成果。而獅子座的她演唱《獅子王》的《Circle of Life》的歌聲溫柔卻充滿力量，讓人聽了起雞皮疙瘩。
12月8日，與李榮浩推出合作單曲男女對唱情歌《對等關係》。
同年12月14日，張惠妹宣布開啟全新巡演《ASMR世界巡迴演唱會》，於明年4月進攻台北小巨蛋，而且將一連唱上12場，並且確定絕不加場，打破自己在2015年連續10場的紀錄，也是除了江蕙的告別演唱會之外連續演出最多場的紀錄保持人。這也是她繼小巨蛋「阿妹條款」後，相隔7年重回同個場地，更是她送給歌迷和自己出道25周年的最大禮物。12月24日，演唱會門票將在明年1月1日下午1時在拓元售票開賣。主辦單位今天同時公布演唱會正式海報，張惠妹畫上黑唇但眼妝近乎「全裸」，反襯出張惠妹在音樂裡具有攻擊性的眼神。此次演唱會為了防堵黃牛，除購票須填寫姓名，入場時也必須配合實名制，歌迷購票成功後會獲得一組取票資料，在該場演出的前5日才能利用這組編號到全台的ibon領取入場券。這次演唱會最特別的就是每1場有200位的「內耳區」，位置在最貼近舞台的區域；此區的觀眾將前所未有的感受真實「沉浸」式體驗：這一區的歌迷將坐在舞台延伸的區域內，腳底下踩著跟舞台上一樣的LED螢幕，座位更是特製的透明座椅，完全不會擋住旁人欣賞演唱會，過程中沉浸在音樂與動畫裡的ASMR感官體驗。12月30日，阿妹榮登音樂權威雜誌《Rolling Stone》中國版封面，成為該雜誌自1967年創辦以來第一位出版特刊以及雙封面的歌手。
2022年1月1日，張惠妹《ASMR世界巡迴演唱會》12場於週六當日中午12點先開放卡友限量購票，6萬人上線，11秒完售，緊接著下午1點開賣12場，32萬人上線，13萬張票在9分鐘內就完售。3月24日，宣布推出NFT，將送給自4月1日開始在小巨蛋舉辦的《ASMR世界巡迴演唱會》12場共13萬的購票觀眾，每一張票可以獲得一件絕無僅有的NFT作品，這也是張惠妹送給歌迷的大彩蛋、史無前例的紀念品。4月1日起開唱，阿妹經紀人陳鎮川表示，這次演唱會沒特效、沒機關、沒舞者，光是演唱會製作、硬體設備、樂手等費用加總起來已高達3億元，其中樂手部份就得花掉幾百萬元。此次挑戰16天連唱12場，除了打破張惠妹出道26年紀錄，也創下小巨蛋單一套巡演高峰，粗估總票房收入約4億2900萬。同年12月，《ASMR世界巡迴演唱會》舉辦美國場次，包括芝加哥、華盛頓、大西洋城與拉斯維加斯共5場。11月，再度登上美國紐約時代廣場大型巨型螢幕上。12月10日，第29屆關懷盃棒球賽，張惠妹再度以行動支持，發送給每位參賽的小球員一只手套，讓各界愛心一同陪伴原民小球員成長。12月12日，宣布《ASMR世界巡迴演唱會》加場，將於2023年4月前進高雄巨蛋開唱，並於6月起前往英國、法國、新加坡、馬來西亞、澳洲等地巡迴演出。12月21日，天后張惠妹在美國展開巡演，吸引大批華人粉絲前往朝聖，12月24日及25日在賭城陪粉絲歡唱過耶誕，她趁著開唱前到紐約布魯克林的巴克萊中心（Barclays Center）的球場觀看NBA籃球賽，還被導播鏡頭捕捉到，並投放在大螢幕上，並打上字幕「A-MEI Chinese pop artist」，引起現場球迷歡呼。12月26日，天后張惠妹宣佈《ASMR世界巡迴演唱會》將於2023年前進高雄巨蛋，場次從3月31日、4月1.3.4.5.8.9.14.15.16日共唱10場，不同的場域，帶來不一樣的「沉浸式」感受。她4月剛打破自己2015年連開台北小巨蛋10場的紀錄，舉辦了12場；明年前進高雄巨蛋，將再次突破之前位於高雄8場的紀錄。
2023年1月8日下午，《ASMR世界巡迴演唱會》高雄場門票正式開賣，近20萬人在線搶11萬張票，並在12分鐘內完售。1月15日，出席台北流行音樂中心舉行的「台灣好音樂-獵人聚演唱會」壓軸登場。1月18日，阿妹代言馴龍冒險手遊《卡利茲傳說》。3月24日，推出睽違2年多的全新單曲《離別總是那麼突然》，是為電影《速命道》獻唱的主題曲。3月31日起在高雄巨蛋連開10場《ASMR世界巡迴演唱會》，單場吸引1.2萬人次觀賞，共吸引12萬人次觀賞，突破自身以及華語歌手的場次紀錄、人數紀錄，硬體規格為高雄巨蛋歷年之最，粗估票房進帳3.36億台幣，加上去年台北小巨蛋一共22場的演唱會票房收入約7.65億，刷新台灣歌手演唱會票房紀錄。8月，啟動大陸巡演，也是她繼2017年後，相隔6年赴陸舉辦演唱會。包括北京、上海、重慶等地，首站8月5日於北京起跑。7月7日，於新加坡舉辦《ASMR世界巡迴演唱會》，因歌手李玟在前天驟逝，阿妹特別獻唱《我依然是你的情人》悼念李玟。8月19.20日，參加日本大型人氣搖滾音樂節《2023 SUMMER SONIC》於東京、大阪連唱兩天。開唱現場湧進人數場2萬名歌迷比原先預估的1萬人足足多了1倍，再次證明阿妹強大的天后魅力。12月8日，創世社會福利基金會台東分院王玉鳳接受中央社記者訪問表示，感謝張惠妹都有回台東幫助募款。同月，張惠妹連續3年獲選英國時尚雜誌《TATLER尚流》亞洲版「亞洲最具影響力人物」之一。
2024年1月28日，《ASMR世界巡迴演唱會》中國大陸場次於杭州完美收官，所到之處一票難求，安可時宣布《ASMR MAX世界巡迴演唱會》將於5月起以戶外體育場的規格，繼續展開巡演。2月2日，已近4年沒有接尾牙活動的阿妹，受邀緯創資通尾牙，一連演唱〈跳進來〉、〈我最親愛的〉、〈好膽你就來〉、〈三天三夜〉等經典曲目，演出長達45分鐘。3月28日，2024 MUSE Design Awards 《ASMR世界巡迴演唱會》獲選概念設計獎-娛樂類別-最高等級Platinum鉑金獎。5月2、3日，張惠妹在日本武道館舉辦《ASMR世界巡迴演唱會》，亦是第一位也是目前唯一一位在此場地舉辦兩場售票演唱會台灣女歌手，超過上萬人前往朝聖，刷新台灣女歌手紀錄。5月16日，第35屆金曲獎公布入圍名單，張惠妹為電影《速命道》演唱的主題曲〈離別總是那麼突然〉入圍最佳單曲製作人、最佳作曲人及年度歌曲獎3項大獎。9月7、8日，張惠妹共七度站上上海體育場舉辦《ASMR MAX世界巡迴演唱會》，連兩天在上海戶外開唱共吸16萬人朝聖；亦是阿妹舉行個人演唱會以來的第401場，創下華語女歌手演唱會的紀錄保持者。9月14日，張惠妹宣布將於同年12月21、22、28、29及31日在臺北大巨蛋舉辦一共五場《ASMR Maxxx @ Taipei Dome 世界巡迴演唱會》，接棒周杰倫成為臺北大巨蛋落成後第二位於該場地舉辦個人演唱會的歌手，亦是女歌手中第一位。9月25日，國泰世華銀行《ASMR Maxxx @ Taipei Dome 世界巡迴演唱會》供CUBE卡友優先一天開買，超過10萬卡友上線，搶20,000張票，不到40秒全賣完；9月26日正式開票，35萬人同時上線搶15萬張票，僅六分鐘五天臺北大巨蛋場次統統完售。據媒體報導，五場20萬張臺北大巨蛋的票房超過8億元新台幣，阿妹也刷新紀錄成為華語歌手第一人，創下台灣同一主題巡演舉辦27場演出，票房收入超過15億的歌手，估計參與人次高達45萬人次。11月30日，第31屆原棒協關懷盃張惠妹贈送給參賽選手1000個棒球手套。12月21日，《ASMR Maxxx @ Taipei Dome 世界巡迴演唱會》，連辦五場，一路唱到12月31日跨年夜，張惠妹成為首位在臺北大巨蛋跨年開唱第一人！張惠妹也創下租用臺北大巨蛋最多天數演出，一共租用23天，租金超過一億。場地清潔費包含2000多間廁所，5場演出的清潔費高達650萬元，其餘工讀生1100人、義交120位、保全40人、工作團隊650人，每餐需要接近2000個便當，保險額度也達到最高標準6億，五場演唱會的成本逼近五億元，創下台灣演唱會紀錄以來的最高規格紀錄。此次演唱會共吸引約20萬人入場，對當地觀光經濟產生影響，創造約22億9千元總經濟效益。張惠妹連續4年獲選英國時尚雜誌《TATLER尚流》亞洲版「亞洲最具影響力人物」之一。

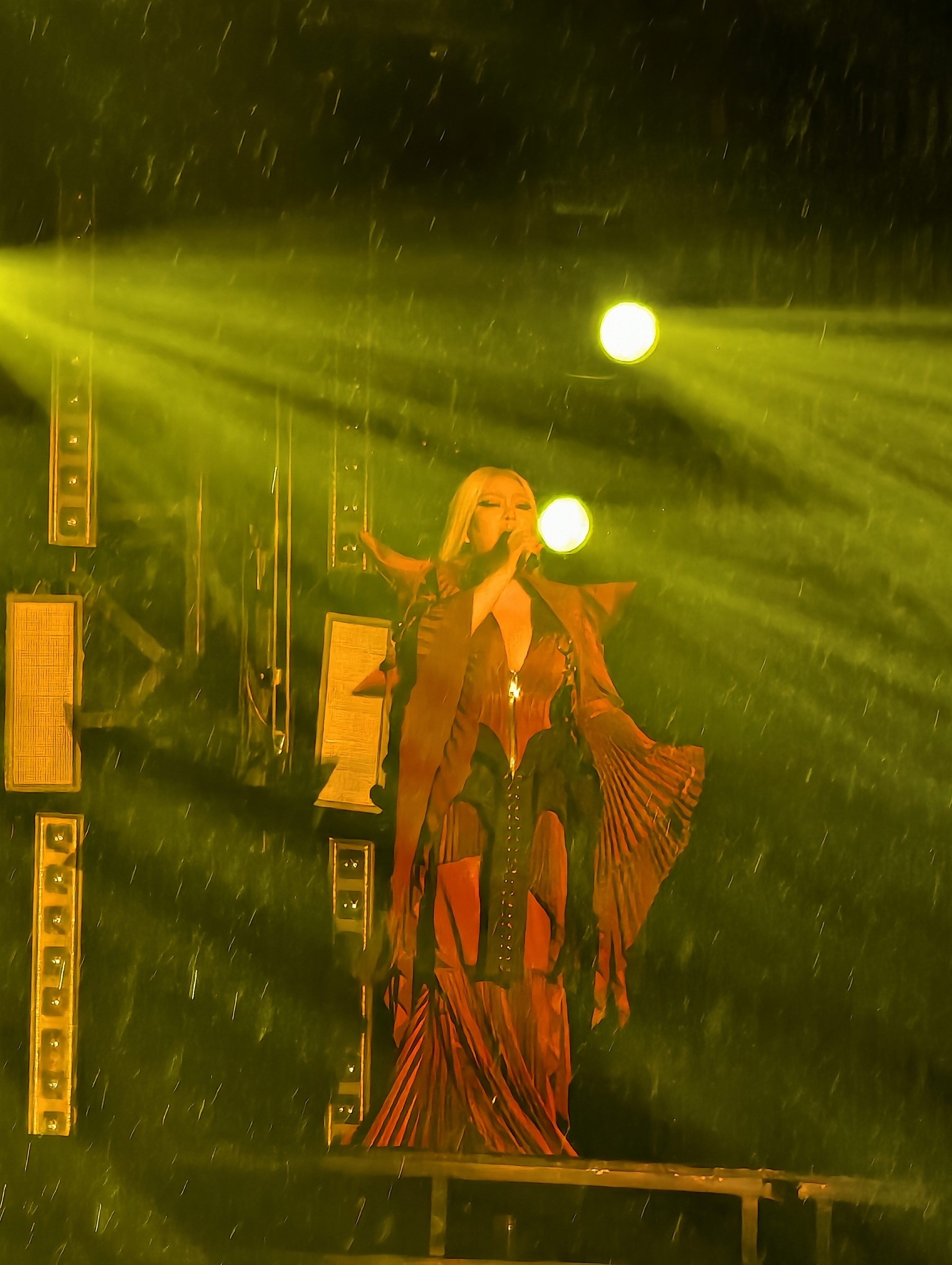
2025年5月張惠妹ASMR Maxxx廣州站於雨中霸氣開場

2025年1月24日，張惠妹為大樹計畫公益獻聲。2025年4月5-6日，《ASMR MAXXX巡迴演唱會-北京站》首度登上可容納10萬人的北京國家體育場（鳥巢），阿妹成為首位在鳥巢開唱的台灣女歌手，兩場共征服近20萬歌迷。4月20日，於新北市Zepp New Taipei與家族們舉辦《雅子的女兒們演唱會》。2025年倫敦國際設計獎(London Design Awards Winners)《ASMR MAX世界巡迴演唱會 》獲選概念設計-展覽與活動-最高等級Platinum鉑金獎以及2025年K-Design Award“Gold Winner ”金獎高品質設計獎項。5月31日，《張惠妹ASMR MAXXX巡迴演唱會-南昌站》收官場，為了呈現多重創新，首次啟用無人機編隊，隨著歌曲形成視覺聯動令現場所有觀眾相當驚喜，稱為「科技與情感的完美結合」。

## 特殊經歷

### 恩師張雨生逝世
張惠妹的恩師張雨生在1997年10月20日發生嚴重車禍，同年11月12日去世，期間張惠妹多次探視張雨生。當時為了幫生命垂危的張雨生打氣，豐華唱片發行了一張名為《給雨生的歌 聽你·聽我》的單曲，並由張惠妹演唱，MV則是剪輯電視新聞畫面與配唱畫面片段，該單曲從發行至張雨生逝世前賣出20萬5千9百張。而在張雨生去世後，張惠妹也多次參加追悼會和紀念活動，她曾在2008年雨生20週年紀念會中自稱是「張雨生的大弟子」。

### 演唱中華民國國歌
2000年5月20日，張惠妹受邀在陳水扁就職中華民國總統就職典禮上演唱中華民國國歌，引起中華人民共和國不滿，其音樂事業發展於官方層面短暫受阻，但中國大陸當局稱並非因該事件封殺張惠妹。張惠妹於2010年CNN節目《亞洲名人聊天室》的專訪中，表達此事件為公司安排的工作，澄清自己自始至終從未宣揚任何政治理念，認為自己無資格亦不能對複雜的兩岸問題進行評論。

### 〈日出〉版權事件
2000年6月，中國大陸保健品企業太陽神集團起訴可口可樂公司，稱張惠妹為雪碧錄製的廣告歌〈日出〉，抄襲了太陽神集團的企業主題曲〈當太陽升起的時候〉詞、曲及主旋律，尤其是歌詞“當那太陽升起的時候”與“當太陽升起的時候”特別相似。而〈日出〉的詞曲作者童孔否認這一行為是抄襲，且認為這只是商家借機炒作。他還表示，在他的〈日出〉遭起訴之前，他從沒聽過〈當太陽升起的時候〉。在被起訴之後，他仔細聽了〈當太陽升起的時候〉，發現其基本調子和歌詞與他1985年寫的歌曲〈乞求明天的時候〉沒有差異。該案受理後，張惠妹所主唱、主演的雪碧廣告片被禁播。2005年2月22日，北京市高級人民法院公佈一審宣判結果，可口可樂公司被判停止使用侵犯太陽神集團著作權詞曲，並被要求在《法制日報》上，就其侵犯太陽神集團的廣告歌曲行為，向太陽神集團刊登聲明致歉；並支付賠償金人民幣44.5萬元、鑒定費人民幣2.5萬元。而可口可樂公司於2月2日就法院判決結果在《法制日報》上發表了致歉聲明，同時對可口可樂公司的賠款留下1美元後捐給廣州智慧財產權法學會。該案是中國大陸企業起訴國際知名企業的一起較為典型的智慧財產權案件，也是中國企業首次對聽覺識別系統智慧財產權維權的案例。

### 華納唱片與靈感娛樂時期
張惠妹在與豐華唱片約滿之後，2001年加入華納音樂。2003年華納發行《A級娛樂-張惠妹2002世界巡迴演唱會精華》，CD專輯與DVD中便只收錄華納時期的表演曲目，豐華時期曲目無緣問世。然而卻在張惠妹與華納音樂約滿後，2007年華納聯合豐華唱片，發行《愛的力量-10年情歌最精選》，將張惠妹過去10年所發行的曲目精華全數收錄。而華納唱片這般地收與不收，讓歌迷更加肯定阿妹改嫁EMI的舉動。
2005年初，阿妹赴波士頓遊學，短短幾個月的學校生活，讓阿妹更清晰地看清未來，重新思索自己的路，為了未來演藝事業長遠發展，阿妹從美國遊學回台後做出一項重大決定，就是忍痛付出高達5000萬元台幣的價碼，終於與合作四年的前男友周立璟提前解除經紀合約。僅管阿妹和周立璟的約只剩一年，但阿妹實在不想再浪費，決定要提前解約。
由於當初周立璟和阿妹成立的經紀公司「靈感娛樂」設於香港，一些海外的合作事誼都是周立璟在主導。遠在香港的周立璟，雖然名義上是阿妹的經紀人，但除了阿妹剛開始與華納合作時來過幾次台灣外，其他時間都是阿妹一個人打理事情，包括與唱片公司開會、宣傳、錄音，周立璟都沒有現身過，與唱片公司的溝通全落在助理身上，以致很多事找不到可以商量的人，而周立璟卻放著阿妹事業不管，在香港老是被狗仔隊拍到與女模特兒出遊照片。
重要事情使不上力，還不是阿妹對周立璟感冒的原因，最讓她無法釋懷的是，周立璟在商言商的個性，常常在外獅子大開口，嚇壞不少代言廠商，以致阿妹雖然身為天后，但代言的商業廣告卻是五根手指頭數得出來，最明顯的例子是中華郵政公司在找尋郵政大使時，第一個人選就是阿妹，但外傳周立璟開口就是台幣1000萬元，把對方嚇得退步三舍，以致這個首位登上郵票藝人的榮耀就落在林志玲身上，讓阿妹錯失一個大好機會。2004年阿妹因為《也許明天》專輯賣不好，引發外界人氣暴跌的討論，而身為阿妹經紀人的周立璟非但沒有危機處理，反而開除自豐華時期就跟隨阿妹多年的助理高一秀，氣得阿妹說：「整件事就是一場鬧劇，真是二百五！」種下兩人決裂的導火線。
江湖老手周立璟，這幾年下來靠著阿妹拚命演唱，少說也賺進上億元鈔票，儘管和阿妹只剩一年合約，但他的現實性格，毫不看在往日情分上，照樣一開口就是5000萬元，香港媒體傳言阿妹悉數付掉，從此擺脫他，成為自由人。無約一身輕的阿妹，自然吸引眾多名經紀人前來洽談，但據高一秀表示，阿妹還不急著定下來，她想把今年工作走完才會決定，不過，新的合作夥伴就會有新的火花，高一秀希望有一個懂得阿妹又厲害的經紀人來幫她規劃事業，畢竟阿妹還是個不容取代的歌手。
而後2006年至今由陳鎮川擔任經紀人，陳鎮川曾在接受大陸媒體訪問時說，與阿妹「像是永遠不能結婚的情侶」，而且這緣分簡直像「天上掉下來的」。兩人認為，合約用來打官司的，當兩人好聚好散，再怎樣都是happy ending時，何必麻煩弄個合約？陳鎮川笑說，有某大陸經紀公司一聽他們沒合約，以為可見縫插針，「合約總有中止的一天，沒有合約，就不知我們會玩到什麼時候。」兩人一直「玩」到現在，只是做經紀沒有「下班」兩字，儘管他為阿妹安排的經紀活動重質不重量，但心力還是掛著，「那是永無止盡的焦慮。」

### 版權因素無法發行DVD
2009年，金牌大風公司欲幫張惠妹發行10週年的演唱會DVD與藍光光碟，阿妹也為此親自為之剪輯，卻因金牌大風和華納唱片大中華區總裁陳澤杉有官司糾紛，陳澤杉藉此當籌碼，宣稱因和當初合約內容違背，而不願提供華納時期歌曲的版權。張惠妹因此無法在原定的3月28日Star encore台北演唱會當天發行DVD，令廣大歌迷感到十分悲憤以及遺憾並在各大報刊登廣告呼籲華納唱片放行，當天現場進場歌迷每人手上及頭上都繫上黃絲帶表達“我要我們的DVD”；阿妹也在3月29日第二場演唱會上親自綁上黃絲帶支持歌迷。金牌大風則回應華納唱片仍未提供音樂版權以發行演唱會DVD，此事件之後便不了了之。
不過在2011年，豐華唱片老闆張小燕以阿妹恩師身份出面替阿妹解圍，拿下了阿妹15週年演唱會DVD版權，因她演唱會DVD長年卡在華納時期的歌曲版權而不能收錄發行，這回張小燕以恩師身份出面請華納釋放版權。2013年，豐華唱片替張惠妹發行了《A15-張惠妹AMeiZING Live 世界巡迴演唱會DVD》；而能夠取得華納授權，則傳出是以條件交換，讓華納得以在2014年4月發行《我最親愛的張惠妹-給自己的精選》，收錄張惠妹1996年出道至此橫跨4家唱片公司共50首歌曲的精選輯。

### 小巨蛋「阿妹條款」
2015年，張惠妹於台北小巨蛋舉行烏托邦世界巡城演唱會，因萬名觀眾在張惠妹演唱歌曲〈三天三夜〉時隨著踩跳引發震動干擾遭抗議，經紀人陳鎮川表示：「將來若有相關法規，一定全力配合。」消息一出，讓許多歌迷懊惱不已，紛紛致電要求恢復演唱〈三天三夜〉。
最終，2016年起，在台北小巨蛋舉辦演唱會，凡是場內震動超過63分貝，周邊附近居民抗議，若不聽勸，一首歌將被開罰新台幣10萬元，沒改善者最嚴重將可開罰斷電或開燈中斷演出。

### 〈愛什麼稀罕〉版權
2019年，張惠妹14日於南京的2019咪豆音樂節壓軸獻唱，一連帶來10首歌曲；其中演唱的歌曲〈愛什麼稀罕〉卻遭作詞人范中芬控訴並無授權，公開演出涉侵權。〈愛什麼稀罕〉收錄於阿妹1999年專輯《我可以抱你嗎？愛人》，全亞洲銷量賣出800萬佳績，也是阿妹歷年專輯銷量最高的一張。該曲也頻受到許多知名大陸歌手與歌唱比賽節目選手改編翻唱；該曲為陶喆作曲，范中芬作詞。范中芬除了是作詞人，也是音樂製作人王治平的前妻、歌手王若琳的母親。當時范中芬寫道：「就算不計較豐華唱片當時把作詞者加入陶喆，我也可以厚顏地說，我是這首歌詞曲的另一個創作者。陶喆在電視上公開的發言無視另一個創作者，這樣我要保持沈默嗎？」事後也公告「不再授權中華著協（MUST）給任何個人及公司任何形式使用這首歌詞的公開表演。」范中芬於微博再度公告：「當初唱片發行把〈愛什麼稀罕〉填詞人改成本人和陶喆先生合寫，現經法庭調解更正，但目前該曲網路資訊諸多錯誤。自2019年起已終止該作品一切授權代理，中華著協不再有代理權，若有侵權行為必訴之於法。」對於演出涉侵權，阿妹經紀人陳鎮川表示，「我們都是統一報給主辦，他們統一去取得授權和報批的」，目前已交由主辦單位去解決；而該曲是否將成絕響、即便原唱阿妹也不能唱，他則表示：「這倒沒有聽說。」

## 影響
在張惠妹之前，臺灣演藝圈已有不少歌手具有臺灣原住民血統，如湯蘭花、沈文程、高勝美、萬沙浪、千百惠、高金素梅、北原山貓等人。但直到張惠妹的竄紅，才真正被認為開啟了在流行樂壇發展的「原住民潮流」。許多後輩原住民歌手，如高慧君、溫嵐、紀曉君、家家、王宏恩、羅美玲、A-Lin、戴愛玲、舒米恩、高蕾雅、秀琴等人皆推崇張惠妹為原住民流行樂教母，許多原住民歌手更因為張惠妹的出現而開始受到注目。
張惠妹是首位能夠打入流行音樂主流市場並且強調自己是原住民出身的歌手。從1996年出道作〈姊妹〉和2009年台北聽障奧運主題曲〈聽得見的夢想〉等多首歌曲，加入了原住民族哼唱的合聲，讓原民音樂以背景的方式出現在流行音樂中。此外，在《阿密特》專輯中她更將卑南族古調改編成搖滾版本，發揚原民音樂的同時，也加入創意十足的改編，其音樂型態帶有世界音樂的新世紀音樂風格，令人耳目一新。
張惠妹在2009年選擇以卑南族本名「阿密特」再戰樂壇，將自己的天后身份歸零為新人歌手，進而發行一張完全由自己的意念主導的專輯，結果在市場銷售及專業肯定都取得極大成功，台灣第21屆金曲獎的評審團主席殷正洋分析，《阿密特》專輯的成功來自張惠妹的大膽突破，因一般出道已久，且已站在事業高峰的歌手，都選擇以保險的方式出片，鮮少有人願意顛覆自己的形象與風格發行專輯，因此，張惠妹這般創新足以作為樂壇的表率。
張惠妹是出生於台東縣卑南鄉泰安村的原住民，她在名利雙收後從未忘本，2005年就曾花500萬元在家鄉買6000多坪土地讓村民辦慶典，隔年再砸3000萬元買上萬坪土地，打造藝術村培育人才，張媽媽也在此地耕種，提供村民打工機會，她在台北的A Bar等3間夜店、咖啡廳，20多名聘任員工幾乎都是同族親友。
台灣同志夜店Funky過去曾是香港藝人張國榮、劉嘉玲等人來台必遊景點，如今新生代藝人也開始青睞Funky與一般夜店與眾不同的氣氛。孫燕姿、徐若瑄、小S、吳佩慈與Makiyo等藝人都曾到場與同志同歡，尤其熱愛Funky全球獨步的恰恰時段。不過施文恭表示，最能與全場打成一片的非阿妹莫屬，她每每大方下場熱情舞動帶動全場氣氛，難怪同志對於阿妹永遠展現毫無保留的支持，連曹格到場演唱時都是以阿妹的〈我要快樂〉立刻獲得認同，阿妹也因此成為Funky最期望邀請到現場演唱的夢幻人選。
張惠妹支持同性戀爭取權益，多次在公開場合及個人演唱會中大聲疾呼須「尊重性傾向」及「珍惜不同的愛」，大力為同志發聲，除了唱出同志心聲的歌曲〈彩虹〉，〈彩虹〉至今仍是公認的同志國歌，並於2007年及2010擔任台北同志大遊行的彩虹大使，更於2012年率先簽署「多元家庭法案」的聯署書，支持同志運動多年的她，也被稱作是「同志教母」。作為演藝圈中第一位婚姻平權連署人，張惠妹用各種不同方式表達支持，無論是自掏腰包舉辦免費入場的草地音樂會、還是邀請演藝圈好友們力挺「愛最大」演唱會，都能看到張惠妹希望利用自己的影響力，讓整個世界都能接受「愛都是平等」的想法。並積極支持同性婚姻和伴侶權的合法性，也反對性別歧視，鼓舞許多主流社會觀念中受異樣眼光看待的民眾。

## 評價
張惠妹的聲線獨特、音域寬廣、演唱技巧優越且多元，並且在舞台上充滿野性爆發力的演出，使其擁有獨特的舞台魅力。後經由豐富的演唱經驗及舞台劇專業課程的訓練，唱功日益精湛，混聲、換聲能力一流，發聲位置精準，共鳴腔轉換自如，是1990年代後少數依靠自身實力獲得成功至今的華語女歌手之一。阿妹承繼了1980年代蘇芮的演唱風格，混合音（使用了一半的胸腔共鳴及一半的頭腔共鳴）技巧精湛，能夠駕馭厚實的高音，與當時的華語女歌手慣常以「頭腔共鳴」演繹細膩優美的高音大為不同；兩人亦曾有過數次合作演出，作為後輩，阿妹曾多次獲得蘇芮的肯定。此外，張惠妹演繹音樂的風格及掌握歌曲的能力難以匹敵，無論抒情、搖滾、爵士、民族、雷鬼等音樂類型，阿妹皆能唱出自己的味道，被認為是極其投入以及充滿感情。她也是現場演唱能力媲美CD品質的歌手，掌握聲音、迅速進入歌曲情境的能力為其天賦。
歌手蔡琴曾指出：「阿妹擁有最具殺傷力的玫瑰色的聲音」。
樂評人黃子佼曾在2017年直言阿妹存在的意義是「跨時代天后的傳承」，鄧麗君、鳳飛飛等人都是天后級的藝人，阿妹將來的歷史定位，也會和這些前輩們一起成為華人樂壇上永恆的經典。後又於2022年在天下雜誌專欄寫到阿妹絕對是滿分破表的表演藝術家等級，不可取代，難以接班。
2008年音樂教父李宗盛接受國家地理頻道訪問時表示，阿妹是華語樂壇最後一個天后。
2008年12月的香港演唱會上，歌神張學友作為嘉賓出場時表示，張惠妹是他少數會將CD放入車中的歌手之一。另外，早期張惠妹剛踏入香港樂壇時，張學友也曾評價「唱歌就要像張惠妹一樣，能動能靜」。作詞人陳樂融在欣賞完「AMeiZING世界巡迴演唱會」第5場的演出後，撰文表示阿妹是「集歌藝、動感、親和、謙遜於一身的台灣之女」，創造的跨世代魅力，難以複製。此外，臺灣大學社會系教授孫中興也認為，阿妹是這時代真正的天后，她唱功深厚，也常拋出新型態的音樂，連8場小巨蛋演唱會已設下「阿妹障礙」，未來難有其他藝人超越。
蘋果日報亦於報導中讚許阿妹：「她嗓音並未因接連唱8場、平均每場3.5小時而受損，儘管帶氣氛時瘋狂嘶吼，但唱情歌時的嗓音依舊圓潤飽滿，高音轉音遊刃有餘，讓粉絲及觀賞藝人都對她的金嗓及鐵肺嘖嘖稱奇。」文末亦指出，阿妹的成就已不僅是歌壇天后，早已是「國寶級歌手」了。
2010年鄭秀文在中國大陸的一次訪問中表示，十多年來在大陸最有影響力的歌手為張惠妹和王菲。她在華語樂壇是公認的歌后，是許多歌手及舞台表演者心目中崇拜學習的對象，她總是全力以赴於每場演出，帶給大眾激動與感動。
2011年阿妹在第22屆金曲獎以《我最親愛的音樂大師》向已逝前輩致敬，入圍當屆最佳國語女歌手獎的香港歌手何韻詩欣賞後於個人部落格中撰文稱讚阿妹，「她的表現是這麼自如，這麼能用聲音安撫任何人的一個歌手，是天生的歌者，歌后中的歌后。」
貴為香港四大天王之一的劉德華，在飛碟電台首次與阿妹相識，他當面誇阿妹“唱歌唱得好”，還說“早就通過歌聲認識你了”。
音樂人包小柏說，在樂壇是第一個唱片銷量突破百萬的，而且每張唱片出手必過百萬，她叫張惠妹。張惠妹給華語歌壇帶來第一個巔峰，她的音樂到歐洲一樣被認可。她是世界華人的天后，不僅是亞洲的。現在有的歌手說跨國，只跨到了韓國。
音樂人黃國倫在接受平面媒體訪問時指出，阿妹具有「音樂時代的承先啟後意義，可以盡情甩頭唱快歌，也能纏綿悱惻唱情歌，打破過去歌手歌路的單一性，有多首高傳唱度的代表作。她唱功了得，是華語流行音樂的典範。」
2011年富比士調查「在大陸最知名的25位台灣人」，阿妹榮登榜首，結果指出，其影響力高於許多娛樂圈同業及政、商知名人物。
國外媒體稱阿妹為「跨越兩岸冷戰的奇蹟」，時代雜誌、Discovery也都曾為她做了大篇幅深入的報導。
北京音樂圈有人說張惠妹是繼鄧麗君後唯一的天王巨星，甚至「是一個奇蹟」。
2023年那英在《聲生不息·寶島季》評價張惠妹唱功登峰造極，「唱任何一首歌都是具有標誌性」。

## 個人紀錄
- 第一位首張專輯發片在台灣銷售量超過百萬張的歌手（《姊妹》）[457]
- 第一位連續兩張專輯在台灣銷售量都超過百萬張的女歌手（《姊妹》、《Bad Boy》）[457]
- IFPI台灣認證專輯銷售量最高紀錄保持者[458]
- 第一位接受CNN專訪的台灣歌手，並於2011年第2度接受專訪刷新華人紀錄
- 第一位創歌手入行以來最快辦售票演唱會人數最多紀錄歌手（妹力四射首次巡迴演唱會6場10萬人）
- 第一位在上海體育場演唱會創下8萬人歷史紀錄的臺灣歌手（妹力99世界巡迴演唱會）
- 第一位接受英國路透社專訪的臺灣歌手
- 第一位也是最後一位在香港啟德機場舉辦2場售票演唱會的華人歌手（妹力99世界巡迴演唱會）
- 第一位在新加坡前國家體育場舉辦戶外演唱會的華人歌手，3.5萬張門票銷售一空（妹力99世界巡迴演唱會）
- 第一位在新加坡國家體育場舉辦戶外演唱會的台灣女歌手（烏托邦世界巡城演唱會）
- 第一位用三個月連續14場演唱會，創造了華人歌手巡迴演唱會時間最長的紀錄（妹力99世界巡迴演唱會50萬的觀眾總人數，當時創下了全亞洲巡迴演唱會觀眾人數最多的紀錄）
- 第一位在美國開戶外演唱會的華人歌手
- 第一位在三個國家體育場(中國，新加坡，馬來西亞）開大型售票演唱會大滿貫第一人
- 第一位在臺北市立體育場「開全場」華人的歌手（妹力99世界巡迴演唱會擠爆近5萬人歌迷紀錄）
- 第一位在就職典禮獨挑大樑演唱的原住民藝人
- 第一位代言雪碧的華人歌手（全亞洲區代言人）
- 第一位登上錢櫃雜誌封面次數最多的藝人
- 第一位也是目前唯一登上新聞週刊封面的臺灣歌手
- 第一位登上時代雜誌（亞洲版）封面的臺灣歌手
- 第一位獲選時代雜誌（亞洲版）年度二十大風雲人物的華人歌手
- 第一位登上亞洲週刊封面的臺灣藝人（1999年、2002年二度登上）[459][460]
- 第一位也是目前唯一登上英國新音樂快遞封面的華人歌手
- 第一位登上英國泰晤士報的台灣女歌手
- 第一位登上紐約時報的台灣女歌手
- 第一位接受日本廣播協會專訪並且代表台灣表演的歌手
- 第一位獲得美國告示牌百强单曲榜的台灣女歌手（亞洲最受歡迎歌手）
- 第一位獲頒臺灣十大傑出青年的流行歌手（2000年）
- 第一位也是目前唯一獲頒世界和平音樂獎的華人歌手
- 第一位占各大報非娛樂版頭版次數最多的歌手
- 第一位也是目前唯一一位在臺東縣立體育場開售票演唱會的歌手（妹力99世界巡迴演唱會）
- 第一位成功征服北京工人體育場售票演唱會爆滿的歌手；最高票價2000元人民幣，創流行歌手在北京開個唱的最高價；售票達6萬多張，創北京單場演出觀眾人數的最高紀錄（妹力99世界巡迴演唱會）
- 第一位也是目前唯一一位三度挑戰北京工人體育場的女歌手（1999年、2012年和2015年）
- 第一位也是目前唯一一位七度挑戰上海體育場的女歌手（1999年、2002年、2007年、2012年、2015年、2024年兩場）
- 第一位登上探索頻道台灣人物誌的歌手
- 第一位站上臺北小巨蛋舞台高歌的歌手（台北市婦女運動嘉年華會）
- 第一位在淡水漁人碼頭創下最多觀眾紀錄歌手（《Star》慶功新歌演唱會，超過3萬人）
- 金曲獎入圍最佳國語女歌手(演唱人)獎次數最多歌手（14次）
- 第一位也是目前唯一一位憑單一專輯在單屆金曲獎入圍最多的女歌手（《阿密特》，10項）
- 第一位也是目前唯一一位憑單一專輯在單屆金曲獎獲獎最多的歌手（《阿密特》，6項）[461]
- 第一位在金曲獎頒獎典禮上表演次數最多的歌手（第9屆、第13屆、第17屆、第19屆、第22屆、第26屆、第27屆、第28屆）
- 第一位台灣歌手以安可方式一年內巡迴二度回到新加坡開唱的歌手（Star世界巡迴演唱會不到一年再度爆滿）
- 第一位在臺北小巨蛋舉辦5場演唱會的歌手（Star世界巡迴演唱會）
- 第一位在臺北小巨蛋連續舉辦8場演唱會的華語女歌手（Ameizing世界巡迴演唱會，第8場於開演第2場時公布，票房一小時逾八成，一天之內完全售完）
- 第一位在臺北小巨蛋連續舉辦10場演唱會的華語女歌手（烏托邦世界巡城演唱會，打破自己2012年Ameizing世界巡迴演唱會的8場紀錄）
- 第一位在台北小巨蛋連續舉辦12場演唱會的華語女歌手（ASMR世界巡迴演唱會，打破自己2015年烏托邦世界巡城演唱會的10場紀錄）
- 第一位在高雄市現代化綜合體育館連續舉辦8場演唱會的華語女歌手（烏托邦2.0慶典世界巡迴演唱會）
- 第一位元旦當天成為民國100年首位在臺北市市政大樓前開唱的歌手
- 第一位登上國際媒體「BIO人物傳記頻道」的華人歌手
- 目前唯一一位受邀出席日本音樂家久石讓的音樂會演出的亞洲歌手
- 第一位打破臺北小巨蛋演唱會史上最高票房紀綠（7場），也創下門票半年前就開始賣票的最早開賣紀錄（Ameizing世界巡迴演唱會31小時銷售一空）
- 第一位在英國倫敦O2體育館開個人大型售票演唱會的華語女歌手（Ameizing世界巡迴演唱會)[462]
- 第一位在臺灣高雄世運主場館開唱門票38分鐘4萬5000張秒殺歌手（Ameizing世界巡迴演唱會)
- 第一位在臺灣高雄世運主場館同系列演唱會連開2場的個人歌手（AMeiZING世界巡迴演唱會吸引9萬人觀眾）
- 第一位在台灣同系列演唱會吸引最多觀眾前往觀賞的個人歌手（AMeiZING世界巡迴演唱會，台北及高雄共吸引18萬名觀眾前往朝聖）
- 第一位在台灣同系列演唱會吸引最多觀眾前往觀賞的個人歌手（烏托邦世界巡城演唱會&烏托邦2.0慶典世界巡迴演唱會，台北及高雄共吸引20萬觀眾前往朝聖）
- 第一位在台灣同志遊行擔任「彩虹大使」的藝人
- 第一位聯署支持多元成家立法草案的藝人
- 第一位也是目前唯一一位在為「多元成家」社會議題上自掏腰包開音樂會支持同志的歌手（2013年「愛是唯一」演唱會）
- 第一位在廣州天河體育場連開2場演唱會的華語女歌手（妹力99世界巡迴演唱會)
- 第一位在雲南拓東體育場連開2場演唱會的華語女歌手（妹力99世界巡迴演唱會)
- 第一位兩度挑戰河南省體育中心的華人女歌手（AMeiZING世界巡迴演唱會、烏托邦世界巡城演唱會)
- 第一位在澳大利亞墨爾本會展中心（英语：Melbourne Convention and Exhibition Centre）當晚擠進6000人，創下華人歌手在該中心舉辦演唱會的觀賞人數新紀錄歌手（烏托邦世界巡城演唱會)
- 第一位在泰國曼谷暹羅百麗宮（Royal Paragon Hall）開演唱會的華人歌手（烏托邦世界巡城演唱會)
- 第一位也是目前唯一一位首開先例從義大利引進客製化晶片卡作為演唱會門票的歌手（烏托邦世界巡城演唱會)
- 第一位單次巡演場次數59場紀錄台灣女歌手（Ameizing世界巡迴演唱會，共締造147.5萬人觀賞紀錄，票房收入達新台幣29.5億元）
- 第一位也是目前唯一一位單次巡演場次數104場紀錄的台灣女歌手（烏托邦世界巡城演唱會+烏托邦2.0慶典世界巡迴演唱會，共締造250萬人觀賞紀錄，票房收入達新台幣60億元）
- 第一位也是目前唯一一位入駐康乃狄克州金神大賭場（英语：Mohegan Sun）之金神星光大道的亞裔女歌手，以紀念其在華語樂壇的地位和影響力（烏托邦世界巡城演唱會)
- 第一位歌手（與歌壇新人安那）出現在台北101煙火秀，投放在全世界最巨型的LED燈網T-Pad當代藝人流行音樂曲風納入整場新年大秀表演中，並於全世界轉播[463]
- 第一位在台東縣國際地標濱海公園舉辦大型跨年演唱會的歌手，當晚吸引超過7萬人入場觀看，為全台跨年夜場次人數最多規模最大的一場
- 第一位榮登世界權威音樂雜誌Rolling Stone的個人歌手，也是全球第一位出版雙封面的歌手
- 第一位也是目前唯一一位在台北小巨蛋16天連續舉辦12場售票演唱會的華語女歌手，超過13萬人次入場觀看（ASMR世界巡迴演唱會，打破自己烏托邦世界巡城演唱會的10場紀錄）
- 第一位也是目前唯一一位在高雄市現代化綜合體育館連續舉辦10場演唱會的華語女歌手，吸引超過12萬人次觀看（ASMR世界巡迴演唱會，打破自己烏托邦2.0慶典世界巡迴演唱會連辦8場的紀錄）
- 第一位也是目前唯一一位在一年內於台灣北高兩蛋舉辦22場演唱會的個人歌手，超過25萬人到場觀賞，創造7.65億以上的票房收入，刷新個人場次紀錄、人數紀錄、票房紀錄、演唱會規格紀錄（ASMR世界巡迴演唱會）
- 第一位也是目前唯一一位台灣女歌手登上日本武道館開唱，並舉辦兩場的女歌手，超過上萬人前往朝聖，刷新台灣女歌手紀錄（ASMR世界巡迴演唱會）
- 第一位也是目前唯一一位台灣女歌手登上臺北大巨蛋開唱，並舉辦五場的歌手，同時也是首位在該場地舉辦跨年演唱會的歌手，35萬人同時上線搶15萬張票，僅六分鐘五天臺北大巨蛋場次統統完售，總計20萬張票，刷新台灣歌手紀錄（ASMR Maxxx @ Taipei Dome 世界巡迴演唱會）
- 第一位在北京鳥巢開唱的台灣女歌手，兩場共征服近20萬歌迷（ASMR Maxxx世界巡迴演唱會）

## 音樂作品
- 《姊妹》（1996）
- 《Bad Boy》（1997）
- 《妹力四射》（1997）
- 《牽手》（1998）
- 《我可以抱你嗎？愛人》（1999）
- 《歌聲妹影》（2000）
- 《不顧一切》（2000）
- 《旅程》（2001）
- 《真實》（2001）
- 《發燒》（2002）
- 《勇敢》（2003）
- 《也許明天》（2004）
- 《我要快樂？》（2006）
- 《Star》（2007）
- 《阿密特》（2009）
- 《你在看我嗎》（2011）
- 《偏執面》（2014）
- 《阿密特2》（2015）
- 《偷故事的人》（2017）

## 巡迴演唱會
- 《妹力四射演唱會》（1998）
- 《妹力99世界巡迴演唱會》（1999）
- 《A級娛樂世界巡迴演唱會》（2002-2006）
- 《Star世界巡迴演唱會》（2007-2009）
- 《阿密特首次世界巡迴演唱會》（2009-2010）
- 《Ameizing世界巡迴演唱會》（2011-2013）
- 《烏托邦世界巡城演唱會》（2015-2016）
- 《烏托邦2.0慶典世界巡迴演唱會》（2016-2017）
- 《ASMR世界巡迴演唱會》（2022-2024）
- 《ASMR MAX世界巡迴演唱會》（2024-2025）

## 得獎與提名
张惠妹前后以个人名义共入围29次金曲奖（14次最佳国语女歌手、7次最佳流行音樂演唱唱片及最佳国语专辑、5次最佳年度歌曲、1次年度专辑、1次最佳专辑制作人及1次最佳原住民語專輯獎），作品入围总次数更高达49次。
截至目前为止，張惠妹以个人名义共拿下了6座金曲奖
（3次最佳国语女歌手、1次最佳国语专辑、1次最佳年度歌曲、1次最佳专辑制作人獎），获奖总数为9次。

## 社會公益活動
自成立的慈善基金
- 阿密特圓夢獎助學金 2009-至今 [469]
- 阿密特籃球杯 2011-至今

## 其他
張惠妹旗下的藝人
- BOXING樂團 2012年至今[470]
- 安那 2017年至今[471]
- 持修 2017年至今[472]
- 葛西瓦 Boxing樂團主唱[473]

## 外部連結
- 張惠妹 A-mei/A-mit的Facebook專頁
- aMEI_feat_阿密特的Instagram帳戶
- aMEI_feat_阿密特的新浪微博
- aMEI張惠妹工作室的新浪微博
- 張惠妹 A-mei/A-mit的Threads
- 張惠妹的新浪博客
- 张惠妹aMEI的網易雲音樂主頁 （页面存档备份，存于）
- YouTube上的聲動娛樂官方頻道 Mei Entertainment LTD頻道
- 張惠妹在香港影庫上的簡介
- 張惠妹在时光网上的簡介（简体中文）
- 張惠妹在豆瓣上的资料（简体中文）